# Dance Dance Revolution (serie)
Dance Dance Revolution (DanceDanceRevolution cuando se escribe sin espacios) o DDR, Antiguamente conocido como Dancing Stage para Europa y Australia, es una prolífica serie de videojuegos musicales producida por la compañía japonesa Konami. Dance Dance Revolution es la serie pionera del género de simuladores de ritmo/baile en los videojuegos. Los jugadores se colocan sobre una "plataforma de baile", también llamada "pista" y presionan con los pies las flechas dispuestas en forma de cruz sobre esta pista, siguiendo el ritmo de la música y el patrón visual que aparece en la pantalla. De acuerdo a la sincronización que los jugadores muestren con el ritmo y lo bien que sigan el patrón de flechas, se les otorgara una puntuación (que varía de acuerdo a la versión del juego). Su primer lanzamiento, en forma de arcade, fue realizado en Japón en 1998. Desde su creación han sido producidas múltiples variaciones, incluyendo algunas para uso casero. Es clasificado como un juego Bemani (Bemani es una abreviación japonesa de la palabra Beatmania, el nombre del primer juego musical de Konami), cuyo creador es Yoshihiko Ota, que también participó en otras series como pop'n music. Debido al éxito de Dance Dance Revolution, empresas competidoras como Andamiro y Roxor han creado sus series Pump It Up e In the Groove, respectivamente.

## Objetivos del juego

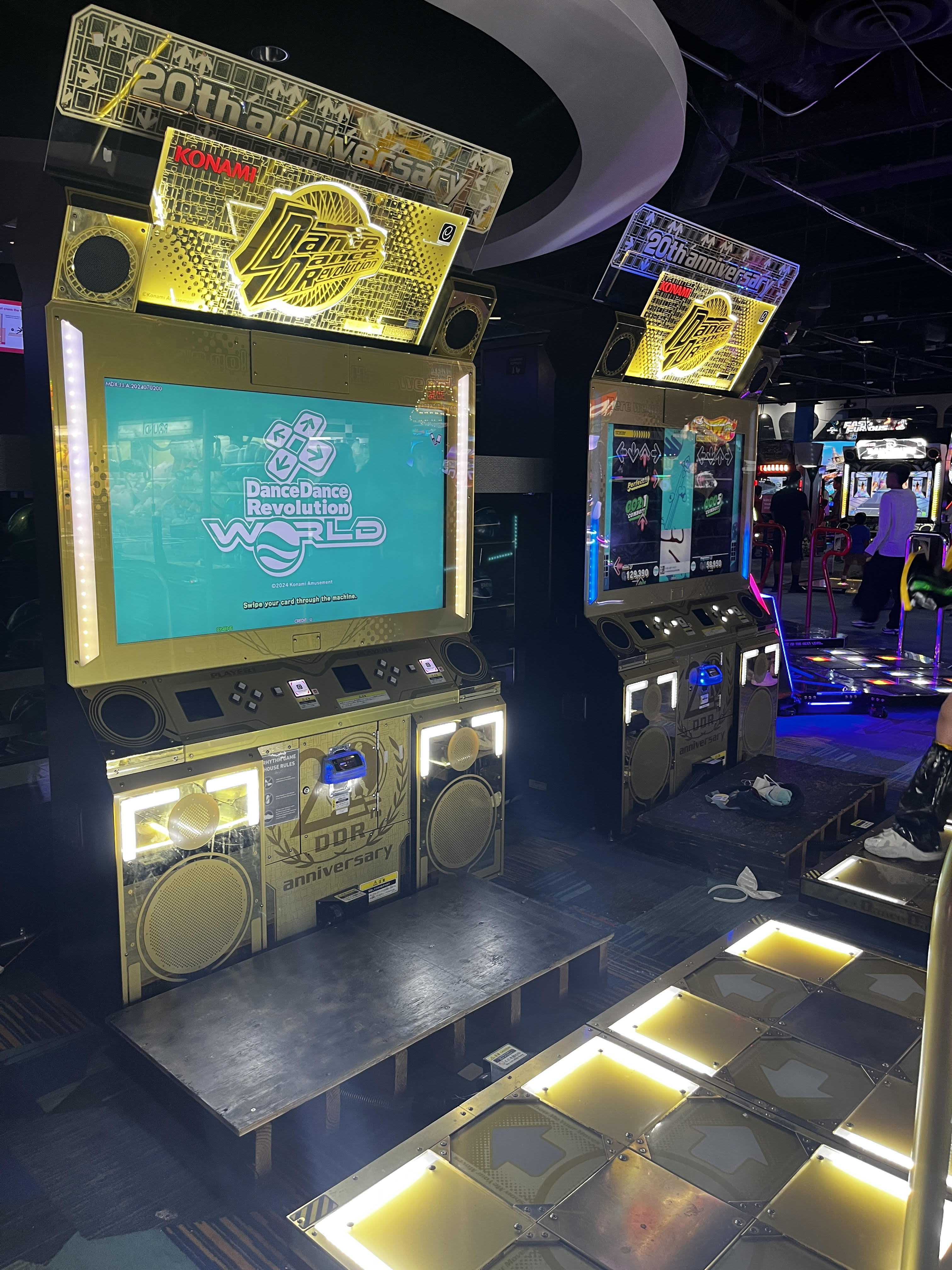
Cabina dorada llamada DDR 20th Anniversary Model, con letrero de DDR(1st) en dorado y soporta la versión beta de DDR A y versiones instaladas desde DDR A20.

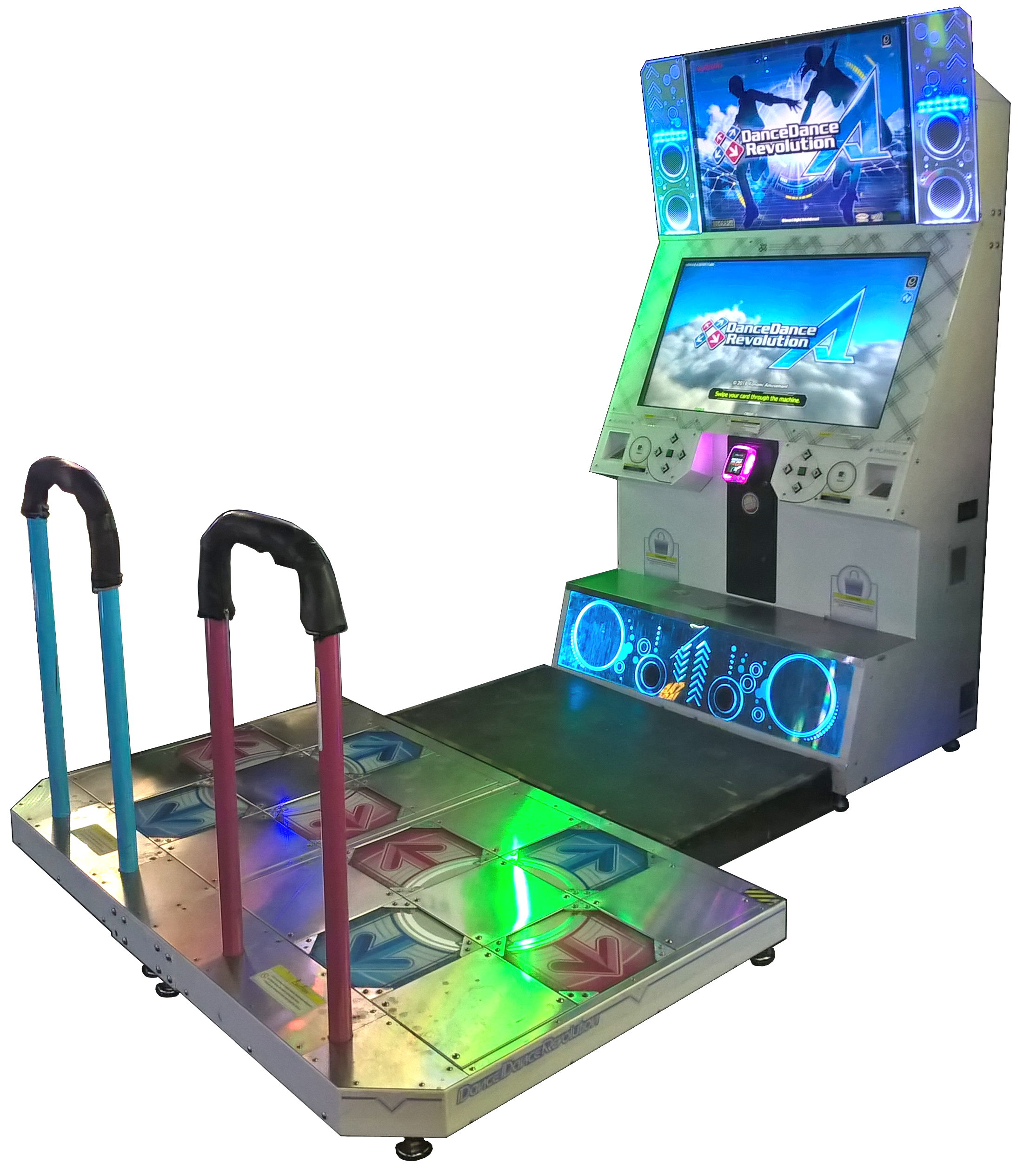
Cabina blanca llamada DDR(2013), con letrero de DDR A (en algunos modelos) y soporta versiones instaladas desde DDR(2013).

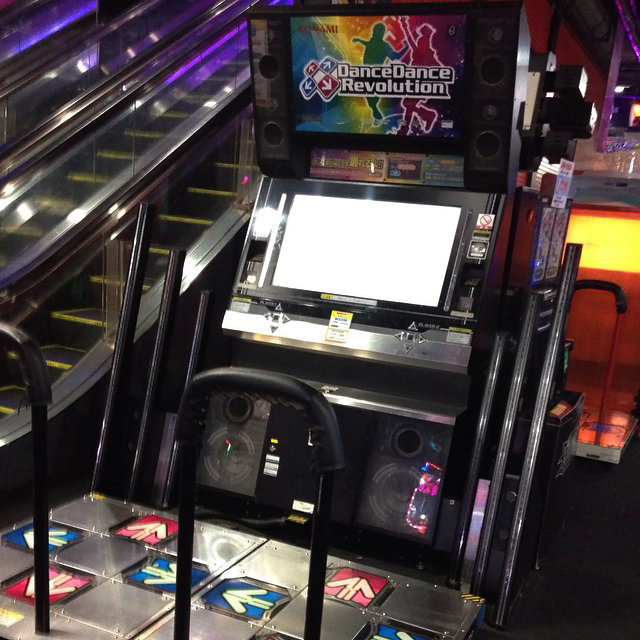
Cabina japonesa de DDR X, con letreros de DDR(2014) y soporta versiones instaladas desde DDR X

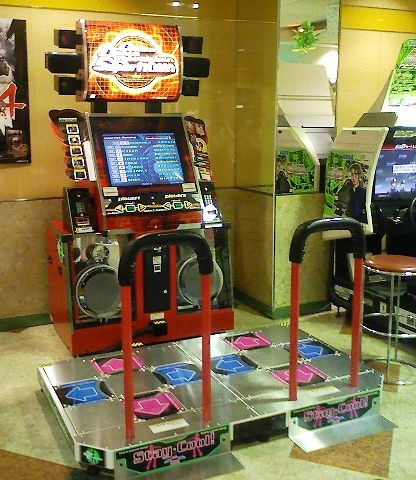
La cabina original, contenía letreros hasta DDR(2014) (se muestra el letrero de Supernova en la foto), fue modificada para soportar e-amusement pass y soporta todas las versiones hasta DDR A3.

### General
Durante un juego normal, 4 flechas direccionales (u 8 en Double) permanecen estáticas en la parte superior de la pantalla. Otras flechas se desplazan desde la parte inferior de la pantalla hasta las flechas estáticas en la parte superior (se cambia de posición en caso de que el jugador opte por Reversa). Un jugador debe marchar con la canción, pisando la superficie correspondiente a las flechas marcadas en la pantalla en una plataforma de baile de metal y acrílico.  En algunas ocasiones dos o más flechas deben ser pulsadas al mismo tiempo, lo que obliga al jugador a saltar para pulsar 2 flechas a la vez o agacharse para pulsarlas con las manos o rodillas, en caso de 3 o 4 flechas consecutivas, estas últimas aparecen en los edits. De esta manera, el juego invita al jugador a bailar según la coreografía preestablecida para cada canción. Por otro lado se encuentran las Freeze Arrow (implementadas desde DDRMAX) que aparecen flechas en las que hay que mantener presionado el botón correspondiente durante el tiempo establecido. A veces, ciertas canciones tienen detenciones de tiempo, sobre todo, antes de la flecha o al empezar el frezze arrow, el jugador debe estar más atento a la secuencia. En algunas ocasiones dos o más Frezze Arrows deben ser pulsadas y mantenidas al mismo tiempo, ya que levantando el pie durante el Frezze Arrow cuenta como una flecha perdida. Y finalmente, las Shock Arrows (implementadas desde DDR X) que solo aparecen en unas determinadas canciones, generalmente en Challenge, y consisten en que aparecen las 4 u 8 flechas al mismo tiempo, en un color metalizado y con unos relámpagos por dentro. La misión del jugador es esquivarlas, ya que de pulsarlas, cuenta como flecha perdida, frena el combo y desaparece las flechas por una fracción de segundo. Este tipo de paso recuerda y mucho a las populares Minas de la serie de juegos musicales "In the Groove", de la cual Konami tiene los derechos tras su juicio con Roxor Games. Si fallas repetidamente las flechas (o pisando una Shock Arrow), la barra de vida se ve drásticamente reducida y/o pierdes vidas de la batería hasta fallar la canción.
Dependiendo del tiempo en cada paso, el paso se marca como "Marvelous", "Perfect," "Great," "Good," "Almost" o "Miss". En la parte superior de la pantalla hay una barra de vida, y empieza a la mitad al comienzo de la canción. Los pasos Great o más incrementan la barra de vida hasta que se llena. Mientras que los pasos ALMOST y MISS la disminuyen. Los pasos GOOD no tienen efecto positivo o negativo. A veces, si el jugador activa el riesgo, cambia automáticamente a Batería challenge que se pierde 1 vida cada GOOD/ALMOST/MISS/Mina o Shock arrow/NG. Si a un jugador reduce su barra de vida totalmente por fallar muchas veces o si la batería challenge cae a 0, falla la canción y, solo en Versus, cuando los 2 jugadores fallan, o si uno de los 2 logra llegar al final de una canción, el jugador recibe una puntuación final que puede ir de una "AAA" a una "E" (donde "AAA" la mejor calificación obtenida, "D" la peor y "E" cuando falla la canción), basado en la cantidad de pasos correctos que haya realizado y en la sincronía con el juego y el conteo de calorías quemadas (vista en la evaluación desde Supernova2 y en versiones caseras), y cuando ambos ven una "E" o si ha terminado todas las canciones o el curso, se termina el juego. Normalmente, si falla la canción en curso, aparece "FAILED" en rojo antes de la evaluación, lo mismo ocurre si termina la canción con la palabra "CLEARED" en verde y si termina "TohokuEVOLVED" hasta DDR A3, que recuerda al terremoto y eventual tsunami de Tohoku, Japón, con la frase "PRAY FOR ALL" en azul.
En una canción, existen factores que determinan su dificultad de baile, los cuales están marcados en pies, desde 4thMIX, los beats por minuto (BPM) y desde el DDRMAX, el Groove radar (desactivado al jugar en modo Happy en X2 y X3). Originalmente, las canciones usaban fondos en jugabilidad, con gráficos o videos aleatorios, pero desde DDR Supernova, fueron remplazados por video exclusivos o escenarios, lo que no sabían que canción estaba jugando y desde DDR Supernova 2 apareció el visor de canciones en vez de fondos. Ciertas canciones con video desde DDR X2 aparecen en pantallas del escenario.
Notas
1. ↑  Aparece por defecto desde Supernova 2 y solo en cursos entre DDR Extreme y Supernova.
2. ↑  Boo hasta DDR Extreme y algunas versiones caseras japonesas. No se verifica este juicio desde DDR X2.
3. ↑  Boo para versiones norteamericanas (Exc. para DDR 2010, DDR II y DDR X2 en adelante) y entre DDR Supernova y DDR X japonesas.
4. ↑  990 000 puntos Supernova2 en entregas post-Supernova

### Entrada
Por lo general, tras insertar créditos y persionar START, o insertar la tarjeta e-Amusement Pass, aparece la pantalla de entrada, implementada en DDR Supernova. Sin tarjetas o sin conexión, se salta a la selección de estilo.

#### e-Amusement
Una vez que inserta la tarjeta o el teléfono con NFC y el app de e-Amusement activados desde la pantalla de título o de entrada del juego, se espera por conexión y si funciona, se ingresa la clave y si es correcta, entrará al menú principal. En caso de cuentas nuevas o borradas, se debe escribir el nombre de usuario y elegir el área. Como en DDR A, solo es visible en la arcade los siguientes campos:
- Perfil de usuario (en el menú principal):

- My Groove Radar: Implementada en Supernova2, mantiene los niveles de Groove Radar separado por Single y Double. Visible solo en e-Amusement Gate desde DDR A.
- Buscador de áreas: Permite alternar por cualquiera de las ciudades de Japón o las de EUA, por cualquiera de estos países o continentes: Japón y EUA de forma genérica, Corea, Taíwan, Hong Kong, Europa, Canadá, Singapur, Tailandia y Macao, o por Global. Editable solo en e-Amusement Gate desde DDR A. Por defecto es la dirección original de la arcade.
- Star System: Implementada en X3, el N.º de estrellas obtenidas para el acceso a EXTRA STAGE. Se obtiene las estrellas con cada partida en PREMIUM MODE o en DDR X3.
- Dancer Rank: Implementada en DDR A20, indica el grado obtenido de los cursos CLASS. Está dividida en SINGLE y DOUBLE.
- League Class: También implementada en A20, indica la clase obtenida de la liga dorada.

- Personaje (visible en jugabilidad y no en canciones con video a pantalla completa): El personaje que el jugador ha escogido. Por defecto es aleatorio (desactivado en la era DDRMAX-EXTREME). En entregas de la era 3rdMIX a 5thMIX y de la era Supernova2 y en DDR X es seleccionable al elegir estilo, desde DDR X2 hasta (2014) se escoge en el menú principal y desde DDR A solo vía web (en ese caso, e-Amusement Gate).
- Rivales (visible en la evaluación o en la selección de canciones): Puedes tener hasta 3 rivales (2 hasta DDR X2) usando sus DDR-CODE, retarlos vía Target Score e incluso, usar sus edits de usuario. Editable solo en e-Amusement Gate desde DDR A.
- Workout (visible en la evaluación): Implementada en Supernova2 (originalmente de las versiones caseras), obtienes las calorías quemadas. El jugador debe insertar su peso (en kilogramos) y en ciertas entregas su altura (en centímetros). Editable solo en e-Amusement Gate desde DDR A.

Estando en el perfil de usuario, presiona START para ir a la selección de estilo. También entrará a esa pantalla si se le acaba el tiempo (normalmente 90 segundos).
La clave puede cambiarse en e-Amusement Gate.

### Modos Happy y Pro
Solo en arcades DDR X2 y DDR X3, se puede optar cualquiera de los 3 modos:
- Happy (楽): Consiste en canciones fáciles. Mueve directamente a la pantalla de elección de música previa elección de estilo y personaje.
- Pro (激): Abre todas las carpetas de canciones desde DDR Extreme (dividida en subcarpetas) hasta la carpeta de la última arcade.
- 2ndMIX (solo en DDR X3 esta opción): Se activa el modo 2ndMIX.

### Selección de estilo
Las plataformas a elección son las siguientes:
- Single (シングルプレー): 1 jugador utiliza la matriz de 4 flechas.
- Modo Duo (デュオモード): 2 jugadores utilizan su propia matriz de 4 flechas. No disponible en DDR Grand Prix. Anteriormente era VERSUS.
- Double (ダブルプレー): 1 jugador utiliza las 2 matrices, desactivado en modo Happy.
- Solo (vista en DDR Solo): 1 jugador utiliza 3, 4 o 6 flechas.
- Couple (カップルプレー) (vista hasta el 3rdMIX): 2 jugadores utilizan su propia matriz de 4 flechas y se cooperan para terminar la canción o curso. En DDR(2013) y (2014), solo está límitado a edits.

Adicionalmente desde DDR A3, al seleccionar canciones en partidas de un solo jugador, los jugadores pueden cambiar estilo entre Single y Double desde el teclado numérico. Los costos antes de DDR(2013) y antes de la introducción de métodos de pago en versiones japonesas de DDR X2 eran una ficha en SINGLE, dos en COUPLE, dos en DOUBLE (o una con DOUBLE PREMIUM, JOINT PREMIUM o desde DDR A3), y dos en modo DUO (o una con JOINT PREMIUM antes de DDR X)

#### Método de pago
Tras elegir estilo desde X2 (exc. en modo evento), se selecciona lo siguiente:
- FREE: Sin límite de canciones.

No necesita pagar para jugar canciones. Los cursos quedan desactivados en este modo. Solo está disponible en las versiones caseras.
- STANDARD MODE: Hasta 3 canciones (de 4 posibles en versiones norteamericanas).

En este modo, se usa cualquier método de pago (PASELI desde DDR A, las fichas del local, monedas tradicionales, la tarjeta recargable, etc.) para jugar dichas plataformas. Solo los usuarios registrados tienen un acceso completo a las opciones, y los jugadores que no tienen cuenta verán algunas opciones no disponibles y varían según la versión. Solo en versiones norteamericanas, se activa más opciones, activa el acceso a EXTRA STAGE vía EXTRA STAR y a los cursos.
- PREMIUM MODE: Solo 3 canciones de 4 posibles.

Agregado en DDR(2014) y como respuesta a cabinas fuera de Japón o sin PASELI, tiene todas las etapas aseguradas incluso si falla la canción, se activa más opciones y activa el acceso a los cursos y a EXTRA STAGE vía EXTRA STAR. El costo, intervenido por operador, suele ser igual o mayor que el costo de STANDARD MODE.
- GALAXY MODE: Solo 3 canciones de 4 posibles.

Agregado en DDR A3, tiene las mismas funciones que PREMIUM MODE, acelera los sistemas de desbloqueo de eventos, EXTRA SAVIOR, COURSE TRIAL, FLARE Skill y liga dorada desde World League Fase 6. El acceso a EXTRA STAGE es posible con 9 estrellas, sin importar si falla la última canción. El costo, intervenido por operador, es tres veces mayor que el costo de PREMIUM MODE.
- IN-STORE BATTLE MODE: (Req. 20th Anniversary Model) solo 2 canciones.

Originalmente llamado BEMANI PRO LEAGUE BATTLE, es el único modo que permite competir contra otra máquina de la misma tienda. Si solo se detectan CPU, es forzado a jugar STANDARD MODE.
- PASELI: desde DDR X2 y solo para las arcades japonesas, al insertar la tarjeta Paseli a la ranura e-AMUSEMENT (con dicho servidor activado) o si la cuenta e-AMUSEMENT tiene incorporado el monedero PASELI, los puntos Paseli se descuentan de su monedero electrónico, en yenes. Con DDR A3, no es necesario activar PASELI en arcades japonesas para acceder a PREMIUM MODE (y posteriormente GALAXY MODE), ya que se puede usar fichas en su lugar.

| Tipo de ingreso                                                                       | Con PASELI             | Sin PASELI                          |
| ------------------------------------------------------------------------------------- | ---------------------- | ----------------------------------- |
| Usuarios sin cuenta, problemas de conexión o arcades desconectadas o en mantenimiento | Se usan fichas.        | Se usan fichas.                     |
| STANDARD MODE                                                                         | Se usa fichas o PASELI | originalmente 1 ficha               |
| PREMIUM MODE                                                                          | Solo PASELI            | originalmente 2 fichas              |
| GALAXY MODE                                                                           | Solo PASELI            | originalmente 6 fichas (4 en Corea) |
| FREE                                                                                  | Solo versiones caseras | Solo versiones caseras              |
| IN-STORE BATTLE MODE                                                                  | Se usa fichas o PASELI | originalmente 1 ficha               |

### Modos de juego y música
Los modos, vistos en varias versiones arcade y caseras y no disponibles en DDR(1st), 2ndMIX, 5thMIX, DDRMAX, de DDR(2013) a DDR A y desde DDR WORLD y previa selección del personaje antes de DDR A, han sido rediseñados bajo los siguientes nombres:
- Tutorial: para los que juegan por primera vez, no disponible en Double. Vista solo en Supernova 2 y fue agregada como carpeta desde DDR A.
- Beginner: consiste en canciones fáciles. Renombrado a Starter en DDRX y, desde DDR X2, fue movida al modo Happy. Solo se puede fallar una vez. Vista en entregas de la era Supernova2 y de la era DDR X. Desde DDR A3, es vista como categoría.
- Standard: Se activa todas las carpetas. En X2 y X3, es conocido como modo Pro. En DDR WORLD, todas las canciones aparecen con la categoría ALL MUSIC y se puede filtrar en el menú de organización.
- Partida regular por dificultad: Permite elegir entre Beginner, Basic, Difficult o Expert antes de elegir canción. Vista en entregas de la era DDRMAX-EXTREME y en entregas de PlayStation 2 hasta DDR Strike.
- Battle (no disponible en estilos Solo y Double): Vista en las arcades Supernova 1, 2, DDR X y en las versiones caseras, se juega como partida regular pero se difiere por una batalla entre jugadores. La barra de vida es ajustada a BATTLE y no se puede cambiar opciones. Los modificadores cambian durante el transcurso de la canción. En caso de jugar contra CPU, se elige dificultad al principio o en el menú opciones.
- Course Mode: el jugador elige el curso y deben completar el set de 4 o más canciones en secuencia. Nonstop inaugura en DDR 3rdMIX, Challenge inaugura en DDRMAX2, ambos modos aparecen en DDR EXTREME, se fusionan en un solo modo en DDR X, no está disponible en ciertas entregas y req. PREMIUM MODE desde DDR A20.
- Free (solo en versiones caseras): Elimina el conteo de etapas y la única forma de salir de ese modo es manualmente.
- In-Store Battle (originalmente BEMANI PRO LEAGUE BATTLE, solo 20th Anniversary Model, reemplaza a Battle): 2 jugadores conectados del mismo estilo (SINGLE o DOUBLE) compiten en línea entre sí tras crear una lista de 2 canciones. Introducido en versiones doradas de DDR A3 y solo es seleccionable al seleccionar estilo. No se puede usar facilitadores ni cambiar la barra de vida, y no puede cerrar la pantalla de jugabilidad hasta que todos los jugadores fallen. Adicionalmente, aparece una gráfica al lado de la secuencia. En caso de jugar modo DUO en ambas máquinas, la partida cuenta como arena por equipos y la gráfica aparecerá al centro, desactivando los videos si los tiene en ON (que significa encendido) en vez de FULLSCREEN (que significa pantalla completa). Si se detectan solo CPU, son cambiados a STANDARD MODE.

Los jugadores escogen una canción de una lista de canciones disponibles, las cuales suelen tener un ritmo marcado. Hasta DDR 3rdMIX, se usaban CD para identificar las canciones. Con 4thMIX, se usa los banners y la rueda de canciones horizontal, desde 5thMIX hasta DDR X, la rueda es vertical, desde DDRMAX, aparece el Groove Radar, desde Supernova, la lista de dificultades extraídas de 5thMIX, desde el arcade DDR X2, se remplazaron los banners por jackets, desde DDR X2 arcade hasta DDR(2013), se remplazó la rueda por la interfaz "coverflow", desde DDR 2013, se separa a cada jugador el groove radar y la lista de dificultades, en DDR(2014), la rueda vuelve a ser horizontal y desde DDR A, la rueda cambió por una al estilo Sound Voltex, o sea, se muestra 3 canciones en una misma fila. Con solo pisar 2 veces la flecha arriba o abajo se puede cambiar la dificultad (Exc. las entregas 1stMIX, 2ndMIX (link) y versiones club) cuando los jugadores eligen la canción. Desde 5thMIX, aparece el BPM de la canción, con el número fijo en la mayoría de las canciones sin cambios de velocidad, alterna entre el mínimo y el MAX cuando la canción aparece con dichos cambios y con los números cambiantes hasta DDR A3 cuando la canción sobrepasa los 1000 BPM, sin importar los cambios de velocidad, o cuando es EXTRA STAGE, el jugador debe estar más atento a las canciones que cambian de velocidad. Depende de las opciones (intervenidas por operador en caso de arcades), el MAX es de 5 canciones (3 desde DDR(2014)) más una canción en EXTRA STAGE, si es que obtuvo. Standard Mode es el modo por defecto en DDR(1st), 2ndMIX, 5thMIX, DDRMAX y desde DDR(2013), así mismo, desde DDR X se ingresa los edits vía USB en los gabinetes clásicos y X en la entrada y desde DDR(2013) en la pantalla de selección de canciones y en cualquier etapa. No se olvide de extraer memorias USB y tarjetas, si el tarjetero tiene ranura de entrada, en la pantalla de desconexión.
Lista de organización
Al presionar las flechas Izquierda y Derecha al mismo tiempo, aparece, en entregas desde Supernova, la lista de organización. En DDR(2014), se reorganizó la rueda de canciones para que apareciera inicialmente los tipos de orden, luego las carpetas y finalmente las canciones.
Lista disponibles
Estas listas fueron actualizadas para coincidir con la entrega actual, en ese caso, DDR WORLD.
- Genre: Se organizan las canciones por género. Implementada en versiones caseras y reorganizadas en DDR(2014). Originalmente están los 3 géneros: J-Pop, Anime/videojuegos (Anime/Game) y Variedad (Variety), en DDR A se agregó HinaBitter, arreglos Touhou Project, canciones populares (provenientes de EE. UU. o Europa) y Tokimeki Idol y en DDR A20 PLUS agregó BandMeshi debido a las temporadas del evento Furusato GP. DDR WORLD separó las canciones Vocaloid de la categoría Variedad y colocando en un nuevo género Virtual Pop, las canciones J-POP y mundiales son fusionadas en un nuevo género Pop Music y las canciones HinaBitter y BandMeshi tienen su propia carpeta.
- Version: Se organizan las canciones por entrega DDR. Opción por defecto al iniciar la partida hasta DDR(2013). Desde DDR(2014), se organiza cada carpeta primero por japonés, luego alfabeticámente, que empieza con un N.º y finalmente por chino. (Si empieza por caracteres gráficos, se toma lugar la siguiente letra) En DDR World, varias carpetas son fusionadas por épocas de DDR en vez de tener versiones separadas para facilitar su filtrado.
- ABC: Se organizan las canciones alfabeticámente. Primero parte con las canciones en japonés por su carácter kana, luego de la A a la Z, después las canciones numeradas y finalmente por caracteres gráficos o de otro idioma. Antes de DDR(2014), las canciones en japonés estaban organizadas por letra de romaji o de traducción, lo cual generó bugs de organización en DDR(2013) coreana o títulos traducidos o transliterados al inglés o romanizados antes de DDR X3 fuera de Asia.
- BPM: Se organizan las canciones por BPM. Desaparece temporalmente en DDR(2014) debido a bugs de organización.
- Difficulty: Se organizan las canciones según el número de nivel.
- Grade (req. cuenta): Se organizan las canciones según el grado obtenido por el usuario. NONE indica que no se ha jugado.
- Rival (req. cuenta): Se organizan las canciones según el grado obtenido por los rivales. MAX: 3 rivales (2 hasta DDR X2).
  - Player Win: El jugador le ganó al rival.
  - Draw: Ambos jugadores empataron la canción.
  - Player Lose: El rival le ganó al jugador.
  - Rival Not Played: Canción jugada pero el rival no lo hizo.
  - Not Played: Canción sin jugar.
- Events: Se organizan las canciones que solo aparecen vía eventos. Implementada en DDR A. Canciones EXTRA STAGE exclusivas (como EXTRA EXCLUSIVE) y desbloqueables (como EXTRA SAVIOR) del juego actual aparece en esta categoría en EXTRA STAGEs.
- Pickup: Se organizan las canciones por pack de DDR GP.
- ALL BEGINNER: Solo canciones seleccionadas son mostradas en esta categoría. Equivale al modo Beginner de las versiones Supernova 1 y 2.
- NEXT STEP: Solo canciones seleccionadas son mostradas en esta categoría, pero esta vez, corresponden a canciones más difíciles.

Listas no disponibles
Estas listas estuvieron presentes en alguna versión, pero fueron descartadas en versiones posteriores.
- Licence Music: Se organizan las canciones por licencia. Apareció solo en DDR(2013).
- Artist: Se organizan las canciones alfabeticámente según el artista o la banda. Solo aparece en ciertas entregas.
- Best 30: Se organizan las 30 mejores canciones. Por defecto es la selección de máquina (La de usuario req. cuenta e-Amusement desde supernova y/o memory card PlayStation en entregas pre-supernova y la de internet req. servidor e-Amusement activado). Se descartó en DDR A a favor de la rueda tipo rejilla de Sound Voltex.
- Bemani Title: Se organizan las canciones crossovers de Bemani. Se descartó en DDR A3.

Listas especiales
- DDR SELECTION: Se organizan las canciones por entrega DDR. Se diferencia de "Version" por tener cambios de interfaz. Solo se encuentra desde versiones tardías de DDR A hasta DDR A3 y no se encuentran en versiones desconectadas.
- Edits: Se organizan los edits de canciones con sus respectivos usuarios. Disponibles en ciertas versiones.
- Choose by Courses (Req. PREMIUM MODE o modo evento): Los jugadores deben pasar 4 o más canciones. Algunas versiones no pueden ajustar barra de vida y las dificultades eran limitadas. Se encuentra dividida en 4 opciones:
  - NONSTOP: el curso original. Permite escoger todas las opciones. Cambiar la barra de vida req. DDR A20 o superior, pero hacerlo convierte un curso NONSTOP en uno CHALLENGE.
  - CHALLENGE: está fijado a 4 LIVES, pero en la serie DDR X se encuentra solo dos dificultades y un número de vidas distinto y hasta Supernova2 no puede escoger opciones.
  - ENDLESS: no tiene límite de canciones y se puede repetir las mismas. Solo versiones caseras.
  - CLASS: está fijado a GRADE, no se puede cambiar la dificultad, y las opciones de giro y facilitadores no se usan.
  - COURSE TRIAL: difiere de NONSTOP, debido a que las canciones se pueden desbloquear desde un curso específico. Debutó en DDR A20 PLUS.

### Dificultades
Dependiendo del juego, tiene 3-5 dificultades por canción normalmente. El historial de las dificultades por número es la siguiente:
- En DDR(1st), la escala era de 1 a 8 y aparecía el nombre de dificultad. En DDR X3 en modo 2ndMIX, esa escala fue aumentada a 10.
- En 3rdMIX, el límite era 9 y se puede elegir dificultad libremente mientras se selecciona la canción. Con 4thMIX, se eliminó los nombres.
- Con DDRMAX norteamericana, DDRMAX2 y Dancing Stage Euromix2, el límite de dificultad es 10. En DDR Extreme, aparece los 10-pies resplandecientes en ciertas canciones.
- Con Supernova, se elimina el Flash de los 10-pies.
- Con DDR Supernova2, fue la primera entrega en tener dificultades cambiadas.
- Con la llegada de DDR X, el límite de dificultad es de 20. El N.º MAX para las canciones oficiales era 18. Algunas canciones presentan SHOCK ARROWS, encontradas en CHALLENGE o en otras dificultades que no sean BEGINNER ni BASIC y advierten de su presencia, incluso con un número de pasos bajo.
- Desde DDR X2, todavía no ha llegado al N.º MAX de pasos (20) de manera oficial, con excepciones de los errores y de los edits de usuario, y solo se ha detectado como 19 en algunas canciones, inicialmente "Valkyrie Dimension".
- Desde DDR WORLD, además del número, aparece tres iconos: rayo para canciones con SHOCK ARROWS, flechas para cambios de velocidad y tres signos de exclamación (!!!) para las detenciones.

Las dificultades son, por nombre y usando la escala de 1 a 20:
- Beginner (習): Normalmente, aparecen saltos y FREZZE ARROWS simples. El N.º MAX de pasos es 9, Double no disponible y promedio de pasos de 1 a 4. La dificultad fue estrenada en DDR Extreme.
- Basic (楽): En esta dificultad, aparecen notas de 1/4 y, a veces, de 1/8. El N.º MAX de pasos es 13, con un promedio de 3 a 7. En la era de DDR MAX-EXTREME, fue renombrado a LIGHT y en versiones fuera de Japón pre-supernova, STANDARD. En Hard de DDR(1st), cualquier pisada en la flecha sin pasos, causaba la pérdida de la barra de vida. La dificultad fue estrenada en DDR(1st).
- Difficult (踊): En esta dificultad, aparecen notas de 1/4, 1/8 y ocasionalmente 1/16. El N.º MAX de pasos es 15, con un promedio de 5 a 9. En la era de DDR MAX-EXTREME, fue renombrado a STANDARD, hasta 3rdMIX, ANOTHER y en 4th y 5th MIX, TRICK. Aparece bloqueada en DDR(1st) y oficialmente estrenada en DDR 2ndMIX.
- Expert (激): En esta dificultad, se han detectado canciones con notas de hasta 1/32. El N.º MAX de pasos es 18, con un promedio de 10 a 15. En la era de DDR MAX-EXTREME, fue renombrado a HEAVY, los primeros 5 mixes, MANIAC y solo en 3rdMIX, SSR(STEP STEP REVOLUTION). Aparece bloqueada en 2ndMIX y en DDR(1st) Internet Ranking en Single y en 3rdMIX en Double. Fue estrenada oficialmente en DDR 3rdMIX plus.
- Challenge (鬼): En esta dificultad, se han detectado canciones con notas de hasta 1/64. El N.º alto de pasos suele ser 17 y 18 con el MAX de 19. En Dancing Stage featuring. TRUE KiSS DESTiNATiON y Dancing Stage featuring. DREAMS COME TRUE, se usaba esta dificultad bajo el nombre de SUPER MANIAC, e implementada en 4thMIX plus. En esta dificultad, partiendo de DDRMAX2, se agrega los pasos MANIAC de 4thMIX plus. La dificultad fue estrenada pero bloqueada en DDRMAX2, junto con los remixes en Challenge, y de forma oficial en DDR Extreme. Ciertas canciones incluyen esta dificultad y los remixes en Challenge de DDRMAX2, los GROOVE RADAR SPECIALS y los X-SPECIALS solo tienen esta dificultad. Actualmente las canciones que solo tienen esta dificultad está bloqueada para jugadores que no tienen cuenta.
- Edit Data: El usuario puede crear su secuencia de pasos utilizando la escala DDR X (1-20) (Anteriormente era 1-10 antes de dicha entrega). Con memory cards PlayStation, se puede usar la compatibilidad de versiones caseras entre DDR(1st) y 5thMIX con las arcades entre 2ndMIX link y DDR EXTREME, respectivamente. Desde DDR X, se puede usar memorias USB con las canciones editadas en PlayStation 2 para usar en la arcade, incluso, se puede editar memorias SD y USB mediante la web (Requiere e-AMUSEMENT con puertos USB o SD para las canciones editadas y una cuenta para guardar la canción editada en la arcade). La dificultad fue estrenada en las versiones caseras, pero no disponibles en las primeras 3 entregas arcade, así como Supernova 1 y 2 arcade no se encuentra dicha dificultad. Desde DDR(2013), se utiliza la tarjeta para guardar los Edits debido a que los muebles DDR 2013 y posteriormente los muebles 20th Anniversary no cuentan con puertos USB ni con ranuras para SD. Esta dificultad no está disponible en cursos. Tampoco es compatible con versiones basadas en DDR A.

### Groove Radar
El sistema de calificación por pies se elimina en DDRMAX japonesa, y es reemplazado por el Groove Radar. El Groove Radar es una representación gráfica de la dificultad que determina, a medida que se pasan las canciones, las fortalezas y debilidades en sus 5 campos:
- Stream: La cantidad de flechas en la canción. Se basa en el combo total de la canción (ojo, desde el Supernova1, los saltos, triples y cuádruples cuentan como 1 solo paso). En pasos más altos no necesariamente puede mostrarse tan alto este factor debido a la duración de la canción entre 1'17" y 2'30" (EXC. canciones largas que req. 2 o 3 etapas de 2'30" por etapa, como los Xmixes).
- Voltage: La cantidad de pasos por sección, esencialmente muestra que tan dura es la parte difícil de la canción. También es afectado por el BPM de la canción. Ej: flechas de 1/4 a 300 BPM contaría como 1/8 a 150 BPM, o bien, canciones con bajo BPM que contienen flechas 1/32 (o incluso 1/64 en ciertas canciones).
- Air: La cantidad de los saltos y Shock Arrows. En las canciones editadas, también involucra triples (3 flechas en una misma línea) y cuádruples.
- Freeze: La cantidad de "Freeze Arrows".
- Chaos: Muestra los pasos "off-beat", o sea, pasos que no coinciden con las notas de 1/4 y de 1/8 (visibles en coloración NOTE), además de detenciones y cambios de velocidad.

El Groove Radar, como no fue muy popular entre los fanes de DDR 1st-5th mix, se eliminó en DDR WORLD, el sistema de calificación por pies fue restaurado en DDRMAX norteamericana y versiones arcades posteriores, como DDRMAX2. La gráfica del Groove Radar tiene un color por jugador, que se contrae o expande con la dificultad. En DDR 2013, se adjunta el Groove Radar con la lista de dificultades para cada jugador y así no confundir los colores.
Desde Supernova 2, previa inserción de tarjetas Paseli y e-AMUSEMENT y cuyo servidor está activado, incluye un sistema de puntos llamado "My Groove Radar", que muestra los pros y contras de los jugadores en cada uno de los 5 campos. Con el debut de "My Groove Radar" en Supernova2, al llegar al nivel máximo de uno de estos campos, una canción especial de dicha carpeta, llamado canción "Groove Radar" special, es desbloqueada para ese campo:
| Canciones                          | Artista(s) | Forma de conseguirlo       |
| ---------------------------------- | ---------- | -------------------------- |
| "BRILLIANT 2U("STREAM" Special)"   | NAOKI      | Sobrepasa STREAM           |
| "AM-3P("CHAOS" Special)"           | KTz        | Sobrepasa CHAOS            |
| "D2R("FREEZE" Special)"            | NAOKI      | Sobrepasa FREEZE           |
| "DYNAMITE RAVE("AIR" Special)"     | NAOKI      | Sobrepasa AIR              |
| "B4U("VOLTAGE" Special)"           | NAOKI      | Sobrepasa VOLTAGE          |
| "DEAD END("GROOVE RADAR" Special)" | N&S        | Sobrepasa todos los campos |

Estas canciones actualmente están disponibles para partida regular, pero bloqueada para jugadores que no tienen cuenta desde DDR A al A3 ni se han suscrito a DDR GP.

### Opciones
Son cambios que modifican la rutina de baile. Desde DDRMAX, hay un menú disponible para hacer estas modificaciones fácilmente, ya que las versiones previas se activan mediante claves. Puede accederse a él manteniendo presionado START luego de seleccionar la canción (presionando 9 en DDR A si el jugador desea volver a elegir canciones) o manteniendo presionado START tras elegir dificultades desde DDR(2014). Desde DDR X, se colorea las opciones: verdes para las opciones por defecto y blancas (desde DDR(2014)) (o negras) para las modificadas (EXC. para la opción Barra de vida, que cambian sus opciones a rojas). Desde DDR(2014), la opción dificultad fue separada de las opciones a favor del nuevo selector de dificultades. Los facilitadores son marcados en violeta y letras blancas y no pueden usarse en CLASS ni son compatibles con niveles FLARE. Las opciones eliminadas son marcadas en plomo. Este es el listado actual de la arcade DDR WORLD:
| Modificador | Descripción | Restricciones                                                                     | Forzado con interfaz DDR(1st) | comentarios |
| General | General | General                                                                           | General                       | General |
| --- | --- | --------------------------------------------------------------------------------- | ----------------------------- | --- |
| Velocidad de desplazamiento (SCROLL SPEED, スクロールスピード), anteriormente Velocidad (SPEED, 矢印の速度)                     | Modifica la velocidad a la cual correrán las flechas. Por defecto es "HI-SPEED 1x" (en modo HI-SPEED) o "REAL SPEED 120BPM" (en modo REAL SPEED). | no                                                                                | Parcial (HI-SPEED 1x)         | Los valores son entre 1 y 8x a escala de 0.5x desde DDR X; con desbloqueo MAX de algunas entregas, las velocidades 0.25 y 0.5x; desde DDR(2014) se puede aumentar de 0.25x hasta 4x a escala de 0.25x; y desde DDR WORLD cambia de nuevo de 0.25x a 8x a escala de 0.05x Desde DDR WORLD, si el usuario opta por REAL SPEED, la escala va desde los 10 hasta los 2000 BPM, escalable a 10 BPM, pero volverá a la escala original si el usuario opta por HI-SPEED.                                                                                             |
| Barra de vida (Life Bar, ゲージ)                                                                                                | - NORMAL: barra por defecto. - FLOATING FLARE (Req. GALAXY MODE): cuenta como ARS, en donde los usuarios parten con FLARE LV EX y van bajando hasta llegar al LV 1. - FLARE (req. PREMIUM MODE): igual a PRESSURE, pero con un GREAT o peor lo hace rebajar. El nivel indica el puntaje requerido (en puntaje Supernova2). Si se seleccionó LV EX, un PERFECT o peor lo hace rebajar. - 4 LIVES: La partida termina con 4 errores. Esta opción es para usuarios avanzados. - RISKY: Con un GOOD (hasta DDR X3) o peor (o NG), falla la canción o el curso. En STANDARD MODE, los usuarios que eligieron esta opción no pueden cerrar sesión prematuramente hasta escoger su última canción. Se convirtió en modificador desde DDR X2. | Esta opción es riesgosa. Solo usuarios registrados desde DDR(2014) pueden usarla. | Solo EXTRA STAGE (4 LIVES)    | Niveles FLARE req. PREMIUM MODE para seleccionarlo. Además, en PREMIUM MODE, no se puede cerrar sesión prematuramente (excepto si inicia un curso). Es forzada a los valores por defecto si inicia el curso antes de DDR A20, si ocurre un EXTRA STAGE regular hasta DDR A3 (lo que fuerza a 4 LIVES y no puede ser cambiada) o si inicia IN-STORE BATTLE MODE. Otras barras no disponibles eran PRESSURE (barra que no se regenera), SUDDEN DEATH (igual a RISKY) y GRADE (barra que se llena al MAX, pero que se reduce más rápido y solo aparece en CLASS) |
| Rotación de flechas (Arrow Placement, 矢印の配置)                                                                               | Afecta al patrón de las flechas. Por defecto es "OFF". "Mirror" invierte las direcciones de las flechas (de una plataforma a otra en Double). "Left" gira todas las flechas 90° a la izquierda. "Right" gira todas las flechas 90° a la derecha. "Shuffle" y "S.Shuffle" crea un patrón al azar de las flechas. | no                                                                                | sí (OFF)                      | "Left", "Right", "Shuffle" y "S.Shuffle" desaparece en Double desde DDR A. |
| Opciones de flechas | |                                                                                   |                               | |
| Visibilidad de flechas (Arrow Visibility, 矢印の見え方)                                                                         | - NORMAL o VISIBLE: opción por defecto. Aparición normal de las flechas. - HIDDEN: hace que las flechas desaparezcan a medida que lleguen a la zona de presión. - SUDDEN: las hace aparecer a mitad de la pantalla, sin control de BPM. - CONSTANT: las hace aparecer siendo controlada por el BPM. - STEALTH: oculta por completo las flechas. | no                                                                                | sí (VISIBLE)                  | CONSTANT apareció por primera vez en "鳳" (hou (phoenix)). |
| Aparición de las flechas (Arrow Display, 矢印の表示時間)                                                                        | Se ajusta la duración desde el inicio hasta la zona de presión. Rango: 100ms a 3s, escalable a 10ms. Por defecto: 1s. | Req. cuenta desde DDR WORLD                                                       | N/A                           | Req. CONSTANT. |
| Coloración de flechas (Arrow coloring, 矢印の色分け)                                                                            | Permite alterar el color de las flechas. - "Vivid": puede ver las flechas de colores. Implementado desde DDR 3rdMIX. - "Flat": parecida a vivid pero hace que todas las flechas aparenten lo mismo, sin importar la fracción. - "Note": Notas de 1/4: rojas, 1/8: azules, 1/16: amarillas y el resto: verdes. - "Rainbow": Notas de 1/4: naranjas, 1/8: celestes y el resto: violetas. Implementado en DDR Solo y desde Supernova. | no                                                                                | sí (FLAT)                     | Coloración por defecto: - "Vivid": desde 3rdMIX hasta DDR(2013). - "Flat": Solo DDR(1st) y 2ndMIX. - "Note": desde DDR WORLD. - "Rainbow": en DDR Solo y de DDR(2014) a DDR A3. |
| Diseños de flecha (Arrow Design, 矢印のデザイン)                                                                                | Desde Supernova2, permite alterar el diseño de las flechas. - NORMAL: Diseño de flechas de DDR EXTREME. - X: Coincide con los paneles DDR X. Opción seleccionable desde DDR X. - CLASSIC: Diseño de flechas de DDR 2ndMIX. Opción seleccionable desde DDR X. - CYBER: Diseño de flechas cibernetícas. Opción exclusiva de Supernova2 y seleccionable desde DDR(2014). - MEDIUM: 1/2 de tamaño de las flechas normales. - SMALL: 1/4 de tamaño de las flechas normales. Opción seleccionable desde DDR X. - DOT: Solo se ve un punto en las flechas. Opción seleccionable desde DDR X. Otros diseños son exclusivos de DDR Supernova2.                                                                                                 | no                                                                                | sí (CLASSIC)                  | Opciones por defecto: - NORMAL: desde la era DDRMAX-EXTREME - X: no - CLASSIC: solo en la era DDR(1st)-5thMIX - CYBER: no - MEDIUM: no - SMALL: no - DOT: no En Supernova2 y DDR X, estos diseños eran desbloqueables. |
| Dirección de desplazamiento (Scroll Direction, スクロール方向)                                                                  | Afecta la dirección en donde aparecerán las flechas. Solo 2 opciones: "Normal" y "Reverse" (Reversa) | N/A                                                                               | sí (NORMAL)                   | Por defecto es "Normal". "Reverse" mueve las flechas al contrario, al igual que los anuncios y, solo en la era DDRMAX-EXTREME, la barra de vida y el puntaje; Jugabilidad por defecto en IIDX, Pop'n Music y juegos similares. |
| Acción de desplazamiento (Scroll Action, スクロールの動き方)                                                                    | - NORMAL: opción por defecto. Movimiento normal de las flechas. - BOOST: acelera las flechas a mitad de pantalla. - BREAK: frena las flechas al llegar a la zona de pasos. - WAVE: hace que las flechas creen olas. | no                                                                                | sí (NORMAL)                   | Originalmente llamado BOOST con opciones para activar y apagar. BREAK y WAVE aparecieron en cursos desde DDR EXTREME y son seleccionables desde Supernova2. |
| Puertas, filtros y zona de pasos                                                                                                | |                                                                                   |                               | |
| Puertas (Lane Cover Settings, レーンカバー設定)                                                                                 | - OFF: opción por defecto. Ocultan las puertas. - HIDDEN+: las obstruye con la puerta desde la zona de presión. - SUDDEN+: las obstruye con la puerta desde el inicio visible de las flechas. - HIDSUD+: las obstruye con las puertas, una desde el inicio visible y otra desde la zona de presión. | no                                                                                | sí (OFF)                      | "Hidden+" y "Sudden+" debutaron en DDR X2 y remplaza a "Hidden" y "Sudden" respectivamente en DDR A. Se entiende por inicio visible la parte inferior de la pantalla (superior para los usuarios que juegan reversa). |
| Fondo de secuencia (Lane Background Settings, レーン背景濃度), anteriormente Filtro de pantalla (SCREEN FILTER, 背景フィルター) | Desde el DDR X, tiene opción de oscurecer la pantalla en donde se encuentra la secuencia, algo no favorable para las canciones con video. Puede optar por Dark, Darker y Darkest o desactivarlo. Desde DDR WORLD, se muestra los porcentajes de opacidad de 0 al 100 a escala de 10%. En 0 se desactiva. | no                                                                                | sí (OFF)                      | Por defecto es "OFF" hasta DDR(2013), "DARK" de DDR(2014) al A3 y en DDR GP, y 30% desde DDR WORLD. |
| Líneas guía (Guideline, ガイドライン)                                                                                           | Desde DDR(2014), solo se verá la barra en donde va las flechas al centro o borde, o incluso, desactivarlo. | no                                                                                | sí (OFF)                      | Por defecto es "CENTER". "BORDER" es la opción por defecto en los edits de usuario. |
| Zona de pasos (Step Zone, ステップゾーン)                                                                                       | Hace desaparecer las flechas estáticas (o zona de pasos) en "OFF". Por defecto es "ON". | Req. cuenta desde DDR(2014)                                                       | sí (ON)                       | Originalmente, fue llamado DARK y las opciones eran inversas. |
| Otras opciones | |                                                                                   |                               | |
| Mostrar FAST/SLOW (FAST/SLOW Display, FAST/SLOW判定表示)                                                                        | Activando esta opción permite mostrar al usuario si se presionó la flecha muy rápido (FAST) o muy tarde (SLOW). Por defecto es "OFF" | no                                                                                | no                            | Debuta en DDR X2 |
| Ajuste de sincronía (Display Timing, 表示タイミング)                                                                            | Ajusta la posición de las flechas. Los valores positivos requieren que el jugador pisase las flechas más rápido y los negativos requieren pisarlas más tarde. Los valores son entre 100 y -100 ms. Por defecto es "0". | N/A                                                                               | no                            | Por defecto, en consolas se ajusta desde el menú de opciones antes de iniciar partida. |
| Ajuste de juicios (Judgment Timing, 判定タイミング)                                                                             | Ajusta la aparición de los juicios. Los valores positivos requieren que el jugador pisase las flechas más rápido y los negativos requieren pisarlas más tarde. Los valores son entre 100 y -100 ms. Por defecto es "0". | N/A                                                                               | no                            | Por defecto, en consolas se ajusta desde el menú de opciones antes de iniciar partida. |
| Prioridad de los combos (Combo Settings Priority, コンボの表示優先度)                                                           | Altera el orden visual de los combos. Por defecto es "LOW", que tiene baja prioridad. "HIGH" tiene alta prioridad. | no                                                                                | no                            | Debutó en DDR WORLD. |
| Prioridad de los juicios (Judgment Settings Priority, 判定の表示優先度)                                                         | Altera el orden visual del juicio. Alterar el juicio también afecta a los juicios de Frezze Arrows. Por defecto es "LOW", que tiene baja prioridad. "HIGH" tiene alta prioridad. | no                                                                                | no                            | Debutó en DDR WORLD. |
| Posición de los juicios (Judgment position settings, 判定の表示位置)                                                            | Altera la posición visual del juicio. Alterar el juicio también afecta a los juicios de Frezze Arrows y número de combo. Por defecto es "NEAR". "FAR" se pondrá detrás de las flechas. | no                                                                                | no                            | Originalmente la posición de los juicios era intervenida por el operador o vía web. |
| Facilitadores | |                                                                                   |                               | |
| Corte de notas (Timing Cut, タイミング別カット)                                                                                 | Elimina todos los pasos que son más frecuentes que los de 1/4 desde DDRMAX y de 1/8 desde DDR X2, con "ON1" y "ON2", respectivamente. Por defecto es "OFF". | Facilitador                                                                       | no                            | Los usuarios lo llaman CUT1 y CUT2 a las opciones ON1 y ON2, respectivamente. |
| Corte de Frezze Arrows (Frezze Arrows Cut,フリーズアローカット)                                                                 | Elimina todas las Frezze Arrows. Por defecto es "OFF". | Facilitador                                                                       | no                            | Activando esta opción convertirá Freeze Arrows a Flechas Normales. |
| Corte de Saltos (Jump Cut, 同時踏みカット)                                                                                      | Tiene opciones de anular saltos, triples y/o cuadrúples, ya sea parcial o totalmente, y desde DDR WORLD, los SHOCK ARROWs. Por defecto es "OFF". | Facilitador                                                                       | no                            | Activando esta opción solo se verá una de las flechas del salto, triple o cuádruple. |
| Req. intervención vía web | |                                                                                   |                               | |
| Mostrar vídeos | - OFF: desactiva los videos y solo se muestra el fondo. - ON: muestra el fondo y el video en una ventana aparte (Exc. en BPL Battle, que los desactiva). - FULLSCREEN: desactiva el fondo y solo se muestra los videos a pantalla completa. | Req. intervención vía web                                                         | N/A                           | Debuta en DDR WORLD y solo se aplica a canciones que tienen videos exclusivos. |

Notas
1. ↑  Estas opciones son forzadas con la interfaz DDR(1st). Solo se usa FLAT y CLASSIC, pero desactiva el filtro de pantalla y las líneas guía.
2. ↑  La velocidad cambia a 1x al empezar la canción, siendo cambiada por el usuario a mitad de partida.
3. ↑  No fue agregada al momento de eliminar DDR SELECTION tras el lanzamiento de DDR WORLD.

### Evaluación
Por lo general, aparece el puntaje obtenido, la sincronía y el grado de la canción o curso ya jugado. En la era DDRMAX-DDR EXTREME, aparece también los parámetros del Groove Radar. En Supernova2 y DDR X3, aparece el medidor de calorías quemadas (Altura y peso es ajustado por el jugador al registrar su cuenta) y el Target Score (indica el mejor puntaje global, local, de máquina y los puntajes personales y de rivales), respectivamente, si la máquina está conectada al servidor. El medidor de calorías también aparece en las versiones caseras de algunas entregas.
Puntaje Supernova2 (vista en jugabilidad y en la evaluación desde Supernova 2)
El número máximo de puntos es de 1 000 000 de puntos en múltiplos de 10 (o en múltiplos de 1 en caso de cursos). El algoritmo utilizado para su cálculo (flecha normal, Freeze Arrows y Shock Arrows) es:
SN2 = 1 000 000 ÷ (Pasos + Freeze Arrows + Línea de Shock Arrows)
Las puntuaciones son:
```
SN2 = (SN2 * [Marvelous + OK + evasión de Shock Arrows]) + ([SN2-10] * Perfect) + ([{SN2÷2}-10] * Great)

```

En DDR A, el puntaje Supernova2 es sigilosamente cambiado:
```
SN2 = (SN2 * [Marvelous + OK + evasión de Shock Arrows]) + ([SN2-10] * Perfect) + ([{SN2 * 3/5}-10] * Great) + ([{SN2 * 1/5}-10] * Good)

```

Adicionalmente, los requerimientos para una 'AAA' han cambiado. Previamente, un jugador debía tener todas las flechas como Perfect, Marvelous y OK!, ahora, sólo es necesario que el jugador obtenga 990 000 Puntos. Incluso es posible, con este sistema, obtener una 'AAA' con Greats, Goods (desde DDR(2013)) o con pasos que rompen el combo.
Nota: Saltos, triples, cuáduples, 2 o más Frezze Arrows a la vez y líneas de 4 u 8 Shock Arrows cuentan como un solo paso.
Sincronía (vista en la pestaña sincronía en DDR(2014))
En todos los pasos:
- Marvelous: el acierto se produjo en un momento aún más preciso.
- Perfect: el acierto se produjo en el momento preciso.
- Great: pisada casi certera, genera combos.
- Good: casi no se produce el acierto, rotura de combos (EXC. para DDR 2010, DDR II y desde DDR(2013), que los genera).
- Almost: falla parcial del paso. Eliminado el juicio desde X2.
- Miss: falla total o parcial del paso. Se fusiona con Almost, NG y Shock Arrows Pressed desde X2.

En caso de canciones con Frezze Arrows:
- OK: se soltó la flecha en el tiempo exacto o se había evadido alguna que otra mina o shock arrow.
- N.G.: se soltó la flecha antes de tiempo o se había pisado alguna que otra mina o shock arrow; hasta Supernova 2, no frena el combo de las frezze perdidas.

En DDR(1st):
- Ouch!!: cuando pisa la flecha sin pasos. Vista solo en DDR(1st) de PlayStation.

En DDR X:
- Shock Arrows pressed: se presionó la flecha en la mina o Shock arrow.

Desde DDR X2 (con los juicios de sincronía activados):
- Slow: cuando pisa la flecha muy tarde.
- Fast: cuando pisa la flecha muy rápido.

Grado de las canciones
| Grado                                   | DDR SN2-(2014) (Dificultades)     | DDR SN2-(2014) (Dificultades)     | DDR SN2-(2014) (Dificultades)     | DDR A~                            | Entregas pre-supernova2              |
| Grado                                   | BEGINNER o BASIC                  | DIFFICULT                         | EXPERT o CHALLENGE                | DDR A~                            | Entregas pre-supernova2              |
| --------------------------------------- | --------------------------------- | --------------------------------- | --------------------------------- | --------------------------------- | ------------------------------------ |
| AAA                                     | 990.000                           | 990.000                           | 990.000                           | 990.000                           | Todos los pasos PERFECT o MARVELOUS. |
| AA+                                     | N/A                               | N/A                               | N/A                               | 950.000                           | N/A                                  |
| AA                                      | 950.000                           | 950.000                           | 950.000                           | 900.000                           | 93 % de los pasos.                   |
| AA-                                     | N/A                               | N/A                               | N/A                               | 890.000                           | N/A                                  |
| A+                                      | N/A                               | N/A                               | N/A                               | 850.000                           | N/A                                  |
| A                                       | 800.000                           | 850.000                           | 900.000                           | 800.000                           | 80 % de los pasos.                   |
| A-                                      | N/A                               | N/A                               | N/A                               | 790.000                           | N/A                                  |
| B+                                      | N/A                               | N/A                               | N/A                               | 750.000                           | N/A                                  |
| B                                       | 700.000                           | 750.000                           | 800.000                           | 700.000                           | 65 % de los pasos.                   |
| B-                                      | N/A                               | N/A                               | N/A                               | 690.000                           | N/A                                  |
| C+                                      | N/A                               | N/A                               | N/A                               | 650.000                           | N/A                                  |
| C                                       | 500.000                           | 600.000                           | 700.000                           | 600.000                           | 45 % de los pasos.                   |
| C-                                      | N/A                               | N/A                               | N/A                               | 590.000                           | N/A                                  |
| D+                                      | N/A                               | N/A                               | N/A                               | 550.000                           | N/A                                  |
| D                                       | <500.000                          | <600.000                          | <700.000                          | menos de 550.000                  | Menos del 45 %.                      |
| E                                       | FAILED (falla la canción o curso) | FAILED (falla la canción o curso) | FAILED (falla la canción o curso) | FAILED (falla la canción o curso) | FAILED (falla la canción o curso)    |
| Círculo detrás del grado (hasta DDR A3) | Full Combo                        | Full Combo                        | Full Combo                        | Full Combo                        | Full Combo                           |

Full Combos obtenidos (vista al terminar canción desde DDR X y en la evaluación desde DDR Supernova2)
- MARVELOUS FULL COMBO: Todos los pasos Marvelous y OK (1.000.000 puntos Supernova2 exactos). En la lista grado se muestra como ALL MARVELOUS.
- PERFECT FULL COMBO: Al menos 1 PERFECT.
- FULL COMBO (verde): Al menos 1 GREAT. En DDR(PS3) y desde DDR WORLD se llama GREAT FULL COMBO.
- FULL COMBO (azul): Al menos 1 GOOD. El público lo renombra a GOOD FULL COMBO.

Color de ampolletas de completado (vista desde DDR A y en la selección de canciones)
| Color de luz      | Icono           | Descripción (en inglés) | Comentarios |
| ----------------- | --------------- | ----------------------- | --- |
| Plomo             | (no se muestra) | No Play                 | Canciones nuevas (aparecerá la palabra "NEW" arriba del jacket) o sin jugar.                                                                      |
| Ámbar oscuro      | (no se muestra) | Failed                  | El jugador seleccionó la canción pero no lo completó, ya sea por pasos fallidos o una falla técnica (un apagón o el pantallazo azul por ejemplo). |
| Violeta           | CLEAR           | Assist Clear            | El jugador usó facilitadores antes de completar la canción.                                                                                       |
| Amarillo          | CLEAR           | Cleared                 | El jugador completó la canción sin usar facilitadores, sin importar si usa NORMAL o niveles FLARE.                                                |
| Rojo              | CLEAR           | Hard Clear              | El jugador usó la opción 4 LIVES antes de completar la canción.                                                                                   |
| Azul flahseando   | FC              | Full Combo (Azul)       | El jugador obtuvo Good Full Combo. |
| Verde flasheando  | GFC             | Full Combo (verde)      | El jugador obtuvo Full Combo sin marcar Goods. |
| Dorado flasheando | PFC             | Perfect Full Combo      | El jugador obtuvo Full Combo marcando al menos un Perfect.                                                                                        |
| Blanco/Arco-iris  | MFC             | Marvelous Full Combo    | El jugador marcó todos los pasos Marvelous (categoriza en ALL MARVELOUS en la lista de grados).                                                   |

Si se usa niveles FLARE, se mostrará su insignia al lado del grado. Ejemplo: si un jugador completó con FLARE LV EX, se mostrará la insignia EX. Si lo completó con FLARE LV 1, se mostrará la insignia I.
EX Score
Son los Dance Points obtenidos. Desde Supernova2, solo se obtiene 3 puntos por MARVELOUS y OK, 2 por PERFECT, 1 por GREAT y 0 por cualquier otro paso. Desde DDR A, se puede alternar por puntaje Supernova2 o por EX Score en la pantalla de jugabilidad vía intervención del operador (para un torneo, por ejemplo) y en la serie DDR X y en DDR(2013) y (2014) requería ingresar la clave para mostrarlo.
Otros
- XXX, XX%: porcentaje de los pasos, donde X es un dígito. Vista en curso Challenge hasta Supernova 2.
- Work Out (vista en la pestaña WORK OUT desde DDR(2014) y encima del puntaje desde Supernova 2 hasta DDR(2013)): indica las calorías quemadas. Desde DDR(2014), también aparece el equivalente en alimento, dependiendo de la cantidad de calorías.
- Target Score (desde DDR X3): permite visualizar puntajes de máquina, globales, regionales, de usuario y de rivales. Visible como una ventana en el selector de canciones y al lado de los juicios y como pestaña en la evaluación hasta DDR (2013) y desde (2014), respectivamente. Dichos puntajes (excepto los de usuario) son borrados al actualizar a una versión más reciente.
- Texto ASSIST CLEAR (desde DDR WORLD): El jugador usó facilitadores antes de completar la canción.
- Texto LIFE4 CLEAR (desde DDR WORLD): El jugador usó la opción 4 LIVES antes de completar la canción. Técnicamente cuenta como HARD CLEAR.

### Extra Stages
Una nueva característica de DDRMAX (originario de DDR(1st)) y versiones siguientes. Si en FINAL STAGE el usuario completa la canción y obtiene las 9 estrellas, el juego invita a jugar una canción más luego de sonar la alarma y del mensaje "Try Extra Stage" debajo de la pantalla de resultados debido al sistema de estrellas llamado EXTRA STAR (originalmente "Star System"). El método de obtención de estrellas según DDR A o superior utilizando PREMIUM MODE es el siguiente:
- AAA: 3 estrellas, que es el MAX.
- AA: 2 estrellas
- A o peor: una estrella
- Cualquier barra (exc. NORMAL): una estrella asegurada
- Falla la canción: 0 estrellas
- Full combo: una estrella adicional

Además, en caso de AA (sin importar signo), la estrella de FULL COMBO sobreescribe a la estrella de niveles FLARE, 4 LIVES o RISKY.
Debajo del puntaje Supernova2 (o de las pestañas desde DDR(2014)), se encuentra el receptáculo de estrellas, que son 9 ránuras y aparece en PREMIUM MODE y GALAXY MODE. Al obtener todas las 9 estrellas, forzará a entrar a Extra Stages sin importar su grado (EXC. si falla la canción en PREMIUM MODE), borrándose todas las estrellas acumuladas tras su acceso. El jugador debe obtener las estrellas de nuevo si quiere entrar a Extra Stage. Las estrellas acumuladas se almacenan en la tarjeta e-Amusement. Antes de DDR X3, usaban otros métodos para acceder (como AA en FINAL STAGE antes de X3 y en EXPERT antes de Supernova2).
La Song Wheel redirige a la carpeta EXTRA EXCLUSIVE (en entregas antiguas cambiaba a la canción en rojo y no puede ser cambiada hasta EXTREME). Dificultades y opciones originalmente eran bloqueadas hasta Supernova2.
Encore Extra: Si se logra pasar EXTRA STAGE con AA (solo A en Supernova) o más (950 000 puntos Supernova2 desde DDR A), es forzado a jugar "Encore Extra Stage"; antes de supernova2, era renombrada como "One More Extra Stage". No hay tiempo para cambiar canciones (exc. en Supernova2 y X) y opciones (exc. en la era DDR X) debido a que la canción parte inmediatamente y el jugador está forzado a jugar en la dificultad más alta posible, la velocidad inicial (exc. en MAX.(period), lo que es forzado a 1,5x y en la era DDRMAX-DDR EXTREME, que era forzado a 3x) y todas las opciones usadas en EXTRA STAGE (exc. en MAX.(period) y en la era DDRMAX-DDR EXTREME, que era forzado a REVERSE) y desactiva los facilitadores. Originalmente la barra de vida era forzada a RISKY, pero se han confirmado 3 canciones que se debe terminar en PERFECT FULL COMBO y a 鳳 (Hou (Phoenix)) que se debe terminar inicialmente con la barra FLARE LV EX y va bajando hasta llegar a NORMAL por cada intento fallido. Usualmente (exc. en entregas desde X3), al terminar la canción EXTRA STAGE, aparece el verdadero final, los personajes bailando tras el ingreso a EXTRA STAGE y la pantalla de canciones si no se ingresó.
e-AMUSEMENT: debido a la llegada del e-AMUSEMENT en DDR, versiones desde Supernova contienen múltiples canciones EXTRA STAGES que se desbloquean con ciertas condiciones. Ejemplos: «Star System», «jugar en canciones o dificultades específicas», «completando el N.º específico de cierta dificultad».
En DDRMAX2, el BPM se muestra aleatoriamente, con los N.º cambiantes, en vez del BPM real (exc. en TohokuEVOLVED fuera de su evento de origen, ya que solo usa su BPM inicial y por razones técnicas no se muestran BPM de 4 dígitos). Para las otras versiones (EXC. canciones EXTRA STAGE de color rojo de la entrega actual), es devuelto al BPM con los N.º reales en la siguiente versión, y como sucede en DDR X y en arcades sin conexión, todas las canciones EXTRA STAGES pueden desbloquearse para partida regular, por códigos que se publican en sitios web especializados o por intervención del operador, ambos desbloqueos en caso de arcades.

#### Extra exclusive
La carpeta EXTRA EXCLUSIVE, introducida en DDR A, corresponde al antiguo sistema de EXTRA STAGES. Todas las canciones de esta carpeta son marcadas en rojo y solo se puede jugar en EXTRA STAGE (salvo canciones que rebajaron a FINAL STAGE o que fueron liberadas). Dependiendo de la versión, es posible activar ENCORE EXTRA.

#### Extra Savior
Extra Savior también fue introducida en DDR A, el 13 de julio de 2016. Todas las carpetas EXTRA SAVIOR y de la categoría VERSION (anteriormente era SERIES FOLDER) y DDR SELECTION no activa ENCORE EXTRA. En cada canción bloqueada de esta carpeta, aparece ranuras de gemas que se instala una si la barra de EXTRA SAVIOR está llena, dependiendo del color de la dificultad jugada (o del estilo desde DDR A3). Cada gema instalada corresponde a una dificultad desbloqueada para jugarla solo en PREMIUM MODE. Las dificultades están separadas por estilo (SINGLE y DOUBLE). En caso de canciones con CHALLENGE (excepto en canciones por defecto), se debe completar EXPERT en la partida actual antes de desbloquear CHALLENGE en la siguiente partida. Su historial es la siguiente:
- En DDR A, debutó con los EXTRA STAGE LEVELs, en donde el LV 3 cargaba la barra al máximo si fallaba la canción. Los detalles se encuentran en la página de DDR A. El personaje de animación de carga fue Rinon y sus 3 variantes.
- En DDR A20 PLUS, el método de desbloqueo es similar a EXTRA ATTACK de DDR(2014), debido a la eliminación de los EXTRA STAGE LEVELs. El método se encuentra en la página de DDR A20 PLUS. El personaje de animación de carga fue Baby-Lon (conejo espacial).
- En DDR A3, existe 2 barras que se cargan al mismo tiempo, debido a la introducción de cambios de estilo, solo que la barra del estilo que se está jugando se carga más rápida que la otra. Adicionalmente, versiones TDX:U ahora soporta STANDARD MODE para jugar o desbloquear canciones EXTRA SAVIOR. El personaje de animación de carga es Rage (Bistrover).
- En DDR WORLD, las gemas son reemplazadas por escudos. Los usuarios que acceden a las carpetas EXTRA SAVIOR vía GALAXY MODE se desbloquearán canciones con solo jugarlas, sin importar su resultado.

### DDR Selection
Con la actualización de 26 de septiembre de 2018, fecha en donde DDR A estaba a punto de finalizar, se agregó la categoría DDR SELECTION, que se diferencia de la categoría VERSION, reorganizando todas las canciones en la era distinta según la fecha de lanzamiento. Esta categoría cambia de interfaz en cada carpeta, y puede ocultar el número de dificultad y el nombre de usuario (con excepción de la interfaz de la entrega correspondiente) y modifica la fuente de los FULL COMBO y de los juicios FAST/SLOW. Si la interfaz contiene un recuadro que aparece el título de la canción, aparecerá centrado en vez de estar alineado a la izquierda. Todas las canciones están marcadas en dorado en vez de blanco y llevan icono y texto del juego de origen. Las velocidades se basan en DDR A. Cambiar la interfaz no altera el color de las puertas de HIDDEN+ y SUDDEN+, y el recuadro de información de canción vista en las interfases desde Supernova2 usa la interfaz de la entrega actual. Además, los cambios de interfaz solo están disponibles en las versiones arcade, no tienen efecto en arcades desconectadas (debido a que se bloquea dicha categoría en dichas máquinas), y pueden afectar para todas las canciones en las versiones hackeadas o pirateadas. Desaparece en DDR WORLD, debido a los cambios en el diseño.
La interfaz cambia dependiendo de la carpeta seleccionada:
| Interfaz         | Carpeta afectada                       | Gabinete y juego instalado mostrado en el video                               | Animaciones DANGER                                  | Comentarios |
| ---------------- | -------------------------------------- | ----------------------------------------------------------------------------- | --------------------------------------------------- | --- |
| DDR A o superior | Otra carpeta o categoría               | N/A                                                                           | Aparece en el filtro de pantalla                    | Interfaz por defecto que cambia según la versión. |
| DDR 1.5          | [1998-2001] DDR(1st) a 5thMIX          | Mueble clásico: DDR(1st)                                                      | Animaciones propias de DDR(1st) a pantalla completa | - Canciones afectadas: "PARANOiA", "TRIP MACHINE", "BRILLIANT 2U", "PARANOiA MAX ~DIRTY MIX~", "AFRONOVA", "AFTER THE GAME OF LOVE", "B4U", "BURNIN' THE FLOOR" y "Still In My Heart". ("PARANOiA", "TRIP MACHINE", "PARANOiA MAX ~DIRTY MIX~" y "AFRONOVA" no deben ser X-SPECIAL y "BRILLIANT 2U" y "B4U" no debe ser "GROOVE RADAR" Special) - Todas las canciones se usaron videos basados en animaciones basadas en sprites o modelos 3D. - Debido a los videos que se ejecutan a pantalla completa, desactiva los personajes y los videos definitivos. - "PARANOiA" tiene fondo cambiado (tomado del arte de DDR 5thMIX) y junto con "TRIP MACHINE" usa las animaciones de DDR(1st). - "BRILLIANT 2U" y "PARANOiA MAX ~DIRTY MIX~" tiene los videos del modo 2ndMIX, pero actualizado. - En las canciones que no forman parte de DDR X3 en modo 2ndMIX (ejemplo: "BURNIN' THE FLOOR") tienen nuevos videos basados en animaciones en HD. En arcades clásicas, las animaciones son ajustadas al tamaño de la pantalla y los fondos son centrados sin contraerse, para evitar pérdida de calidad. - No se puede ver la dificultad, su número, el nombre de usuario ni los iconos de opciones. - Aparece los fondos al terminar la carga de la canción (canciones que no forma parte de DDR X3 en modo 2ndMIX son ampliados para coincidir con el tamaño de pantalla de las arcades X, blancas y doradas). - Al escoger esta interfaz, las opciones forzadas son: - Movida de flechas: NORMAL - Apariencia: VISIBLE - Zona de pasos: ON - Desplazamiento: NORMAL - Colores de flechas: FLAT - Diseños de flecha: CLASSIC - Filtro de pantalla: OFF - Líneas guía: OFF - La velocidad es ajustada por defecto a 1x, pero esta y las opciones de giro, facilitadores, barra de vida, la posición de los juicios y los juicios de sincronía son ajustadas por el usuario. |
| EXTREME          | [2001-2003] DDRMAX, MAX2 y EXTREME     | Mueble clásico: EXTREME                                                       | Video a pantalla completa                           | - Canciones afectadas: "MAX 300", "CANDY☆", "BRE∀K DOWN!", "D2R", "革命", "1998", "bag", "DROP THE BOMB(SyS.F. Mix)" y "GRADUATION ～それぞれの明日～" ("MAX 300", "CANDY☆" y "革命" no deben ser X-SPECIAL y "D2R" no debe ser "GROOVE RADAR" Special) - Todas las canciones se usaron videos basados en videos aleatorios de DDR EXTREME. - Debido a los videos que se ejecutan a pantalla completa, desactiva los personajes y los videos definitivos y todos se encuentran en HD, y son centrados sin estirarse en arcades clásicas, para evitar la pérdida de calidad del video y para coincidir con la interfaz EXTREME. - "MAX 300" tiene video sigilosamente alterado en DDR(2013), pero a pesar de que solo se ve desde DDR A y en pantalla del escenario, sin importar dificultad, se había detectado en DDR(2013) mediante hackeo de las arcades DDR(2013). - "CANDY☆" usa el video de DDR EXTREME en vez del video de DDRMAX, a pesar de que había debutado en dicha entrega. - "bag" tiene video sigilosamente alterado en DDR(2013), omitiendo el fondo. - "革命" y "DROP THE BOMB(SyS.F. Mix)" tiene fondo cambiado, este último para coincidir con el arte del jacket. - "GRADUATION ～それぞれの明日～" tiene dos videos: uno en DDR(2013) que generó polémica entre jugadores veteranos debido a que omitía el título de la canción y que en los textos de los postes hacen referencia a BEMANI Sound Team y otro en DDR EXTREME que en los textos de los postes hace referencia a NAOKI, que renunció el 2013. - Todas las dificultades fueron renombradas para coincidir con la entrega actual. - Además, en vez del número de dificultad o nombre de usuario, aparece el kanji de la dificultad respectiva. - Cambiar la barra de vida no aparece el EX-SCORE debido al nuevo sistema de puntajes; los operadores pueden usar el puntaje Supernova2 o EX-SCORE mediante el modo evento. - Además, la batería challenge fue renovada para las opciones 4 LIVES y RISKY. - No se puede invertir la visual de la barra de vida ni el puntaje si el usuario cambia la opción SCROLL. - Aparece los fondos al terminar la carga de la canción. - Al escoger esta interfaz, los iconos de opciones son centrados en vez de estar a los lados de la pantalla, además de usar todas las opciones de DDR(2014) que no estaban presentes en la entrega original, pero HIDDEN y SUDDEN son reemplazados por HIDDEN+ y SUDDEN+. |
| SuperNOVA2       | [2006-2007] Supernova 1 y 2            | Mueble Supernova2: Supernova2                                                 | Aparece en la barra de vida                         | - Canciones afectadas: "cachaca", "Flow (True Style)", "華爛漫 -Flowers-", "Star Gate Heaven", "Fascination MAXX", "CHAOS", "Arrabbiata", "Freeway Shuffle", "stealth", "SUNKiSS♥DROP" (omitiendo ~Jun Side~) y "Pluto Relinquish". - Aparece los banners durante la carga de la canción. - Los escenarios de Supernova 1 y 2 no están disponibles debido a problemas de migración. - Son remplazados por escenarios de serie DDR X o de DDR(2014) como compensación. - Al escoger esta interfaz, se puede usar el nuevo facilitador CUT2 y las opciones filtro de pantalla, líneas guía, juicios de sincronía y posición de los juicios que no estaban en la entrega original, y las opciones HIDDEN y SUDDEN son reemplazadas por HIDDEN+ y SUDDEN+. |
| DDR X2           | [2008-2012] DDR X, X2 y X3             | - Mueble Supernova2: DDR(1st) - Mueble DDR X: DDR X                           | Aparece en la barra de vida                         | - Canciones afectadas: "A Geisha's Dream", "凛として咲く花の如く", "On The Break", "SABER WING", "smooooch ・∀・", "ΔMAX", "POSSESSION" (del evento RDA), "Take A Step Forward", "FLOWER" (DJ YOSHITAKA), "アルストロメリア (walk with you remix)", "Tohoku EVOLVED" (del evento EVOLVED EXTRA Tour) y "LOVE IS THE POWER -Re:born-" (del evento crossover con 2ndMIX). - El texto PRAY FOR ALL mostrado al completar "Tohoku EVOLVED" solo se usó la fuente DDR X3 debido a problemas de fuente y a su lanzamiento inicial. - Se restauró el video para "LOVE IS THE POWER -Re:Born-", sin el texto "ATTACK PERFECT FULL COMBO" mostrado en ese video y en eventos estrella de DDR(2014) y DDR A juntos. - Al escoger esta interfaz, las opciones HIDDEN y SUDDEN son eliminadas debido a que HIDDEN+ y SUDDEN+ debutaron en la entrega original. |
| DDR(2014)        | [2013 o más] DDR(2013), (2014) y DDR A | - Mueble Supernova2: DDR(1st) - Mueble DDR X: DDR X - Mueble DDR(2013): DDR A | Aparece en la barra de vida                         | - Canciones afectadas: "Beautiful Dream", "Monkey Business", "Another Phase", "Synergy For Angels" (de la academia privada BEMANI), "Triple Journey -TAG EDITION-" (del evento Triple Journey), "Din Don Dan", "エンドルフィン" (del proyecto Yuniver Hills), "灼熱Beach Side Bunny", "HANDS UP IN THE AIR", "Hopeful", "朧" (CHALLENGE inicialmente EXTRA SAVIOR) y "Come to Life" (inicialmente EXTRA EXCLUSIVE). - La interfaz DDR(2014) está basada en DDR(2013). - Todas las canciones EXTRA SAVIOR y EXTRA EXCLUSIVE son desbloqueadas para esta entrega. - Al escoger esta interfaz, las opciones HIDDEN y SUDDEN son eliminadas y el cuadro de dificultad se basó en DDR(2013), en donde se oculta el LV y el nombre de usuario y lo reemplazaría por una función inexistente, Synchro Bonus. |

Las siguientes canciones no alteran la interfaz y todas son provenientes de DDR A:
| Canción                                                       | Artista                                                       | Carpeta ubicada y comentarios                                                     |
| フォロー＆RTキャンペーン Lit. Campaña de seguimiento y retwit | フォロー＆RTキャンペーン Lit. Campaña de seguimiento y retwit | フォロー＆RTキャンペーン Lit. Campaña de seguimiento y retwit                     |
| ------------------------------------------------------------- | ------------------------------------------------------------- | --------------------------------------------------------------------------------- |
| "DDR MEGAMIX"                                                 | DDR                                                           | Celebrations (se incluyó en DDR A20)                                              |
| "Love♡Shine わんだふるmix"                                    | ARM (IOSYS) feat. 一ノ瀬月琉 (monotone)                       | Celebrations (se incluyó en DDR A20)                                              |
| Aniversario 20                                                |                                                               |                                                                                   |
| "Show me your moves"                                          | BEMANI Sound Team "TAG" feat. 柊木りお                        | DDR 20th Anniversary Songs                                                        |
| "POSSESSION (20th Anniversary Mix)"                           | BEMANI Sound Team "Sota Fujimori 2nd Season"                  | DDR 20th Anniversary Songs                                                        |
| "CHAOS Terror-Tech Mix"                                       | ARM (IOSYS)                                                   | DDR 20th Anniversary Songs                                                        |
| "MAX 360"                                                     | BEMANI Sound Team "[χ]"                                       | DDR 20th Anniversary Songs                                                        |
| みんなのDDRメモリアルソング                                   |                                                               |                                                                                   |
| "#OurMemories"                                                | DDR ALL FANS                                                  | DDR 20th Anniversary Songs                                                        |
| DDR A x pop'n music peace 20th anniversaries                  |                                                               |                                                                                   |
| "ANNIVERSARY ∴∵∴ ←↓↑→"                                        | BEMANI Sound Team "U1 overground"                             | Celebrations (se puede oír las pisadas en este juego y las teclas en pop'n music) |
| "シュレーディンガーの猫"                                      | Cait Sith                                                     | Celebrations                                                                      |

### Liga dorada
La liga dorada (o Golden League) es uno de los sistemas de desbloqueo. Al empezar el evento, los jugadores nuevos parten con la pirámide de clase bronce, y todos los jugadores deben obtener sus EX SCORE para cambiar de pirámide y cada pirámide corresponde a una clase que se puede ver debajo del DANCER RANK en la pantalla de ingreso/desconexión. El EX SCORE es aumentado en cada canción y dificultad, sin importar si se elige cualquier modo o si la máquina está configurada a FREE PLAY o modo evento (exc. en arcades desconectadas). Los primeros puestos accederán a la pirámide de clase oro, los puestos intermedios accederán a la pirámide de clase plata y los últimos se quedarán en la pirámide de clase bronce. El EX SCORE acumulado aparece en la evaluación y la clase actual aparece debajo del DANCER RANK en la pantalla de ingreso/desconexión. Es posible desbloquear canciones una vez terminado el evento. En ese caso, aparecerá la carpeta "GOLDEN LEAGUER'S PRIVILEGE" de la categoría eventos a los jugadores que tengan al menos la clase plata (o bronce desde la versión PLUS de esa liga). Los jugadores que no participaron en la fase actual o que no cumplen con los requisitos (exc. en algunas fases), son rebajados de clase (o eliminados de la liga si no han registrado EX SCORE) al terminar cada fase. Se puede revisar el historial en sus versiones correspondientes, debido al tamaño de esta página.
desde DDR A3, se ha modificado su sistema de puntuación, cuyo cálculo es el siguiente:
```
[(Puntaje Supernova2 ÷ 1000) * N.º de canciones en los cursos, siempre 1 en partida regular] + EX SCORE = Puntos liga
```

Además, se agregó una nueva clase llamada "Advanced Border", en donde los jugadores deben alcanzar el puntaje requerido mientras que dure el periodo. Si se sobrepasa, la nueva canción se desbloqueará antes de tiempo, además de las dificultades CHALLENGE de las canciones antiguas, pudiendo jugarlas incluso antes que termine la temporada. Además, los jugadores que obtuvieron la clase "Advanced Border" estando en plata recibieron las canciones de la clase oro y desde DDR World las canciones de clase plata si se obtiene la clase "Advanced Border" estando en bronce al terminar el periodo. Se intentó hacer una fase de aniversario fuera de 20th Anniversary Model, pero falló, y los causantes de dicha falla fueron todas las máquinas antiguas, que posteriormente se eliminó el soporte para esas máquinas, todos los muebles DDR X japoneses y las versiones MDX:A:C:A:~ de las cabinas blancas asiáticas, que posteriormente tuvieron parches de corrección.

## Hardware

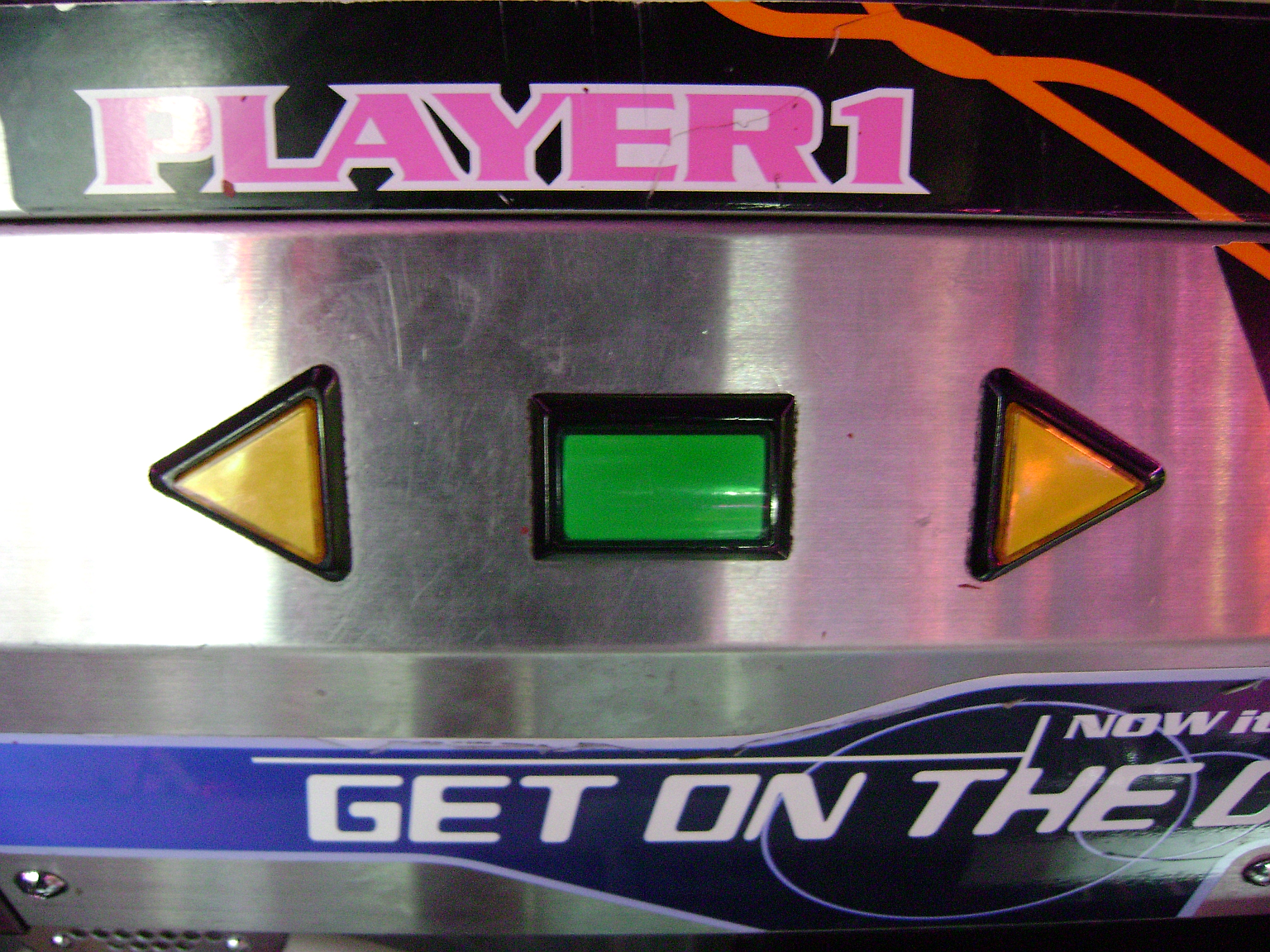
Teclas de selección izquierda, derecha y START, en la cabina original de DDR. Las flechas arriba y abajo no están en dichas cabinas.

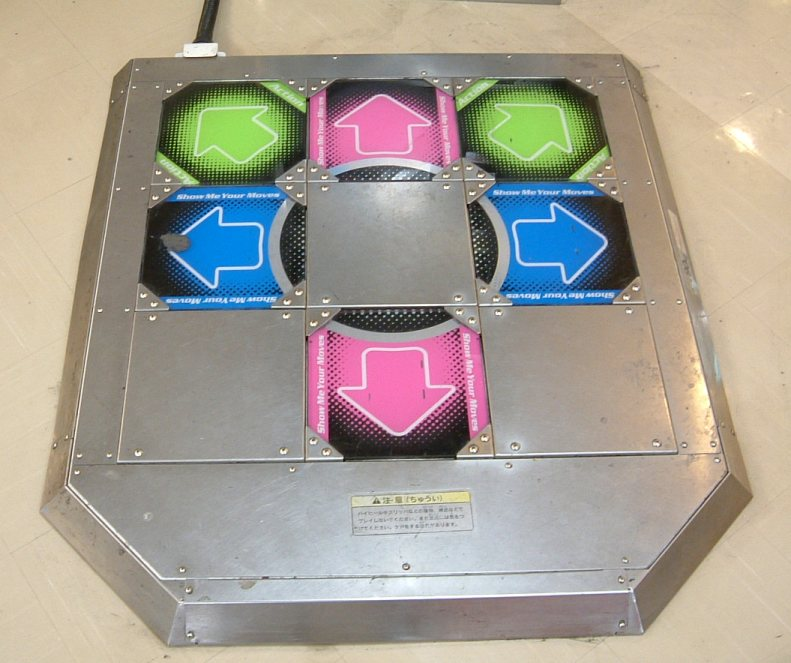
Paneles de Dance Dance Revolution Solo.

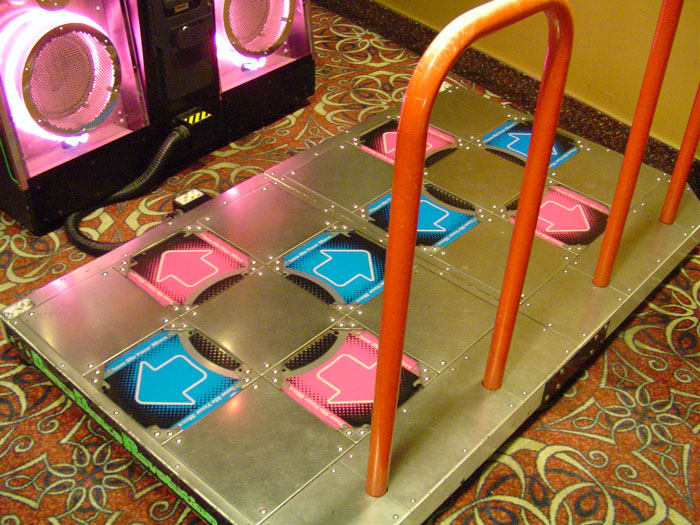
2 matrices de flechas, lo suficiente para jugar Double.

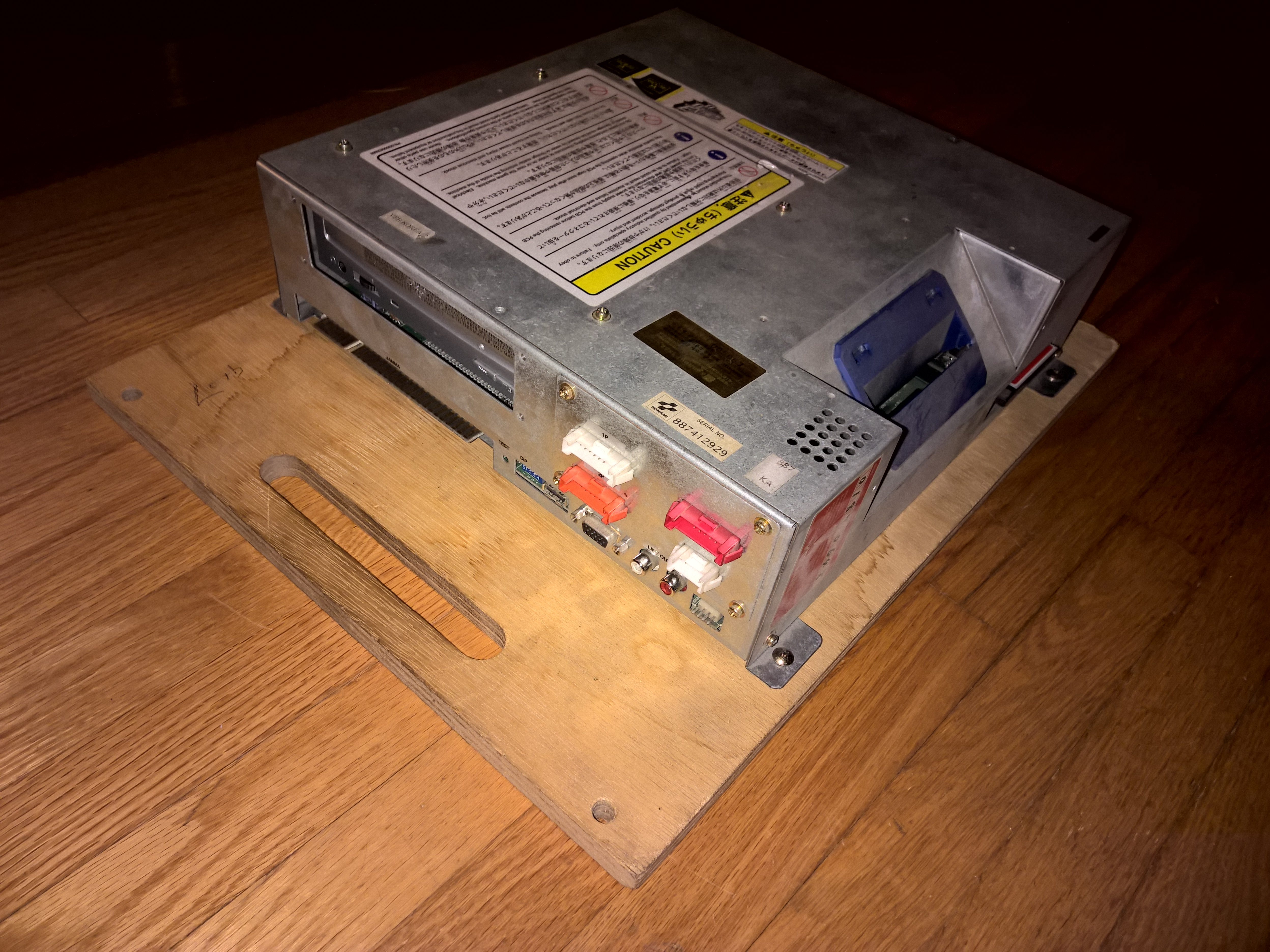
La placa arcade que se usó hasta EXTREME era System 573. La era Supernova se usó la placa basada en PlayStation 2 y desde la era X se usa Bemani PC.

### Máquinas arcade
En la versión arcade, el juego consta de una cabina con una pantalla, altavoces, luces en muebles normales y DDR X, lectores de tarjetas e-AMUSEMENT con el teclado numérico para escribir su clave y puertos USB (o SD para la arcade norteamericana) desde DDR X en adelante, no disponibles en los muebles blancos (llamados muebles DDR 2013) esta última característica. La cabina en los muebles normales miden 178x216x225 cm de ancho x largo x altura, respectivamente y pesan 225 kg. (los 28 kg. son destinados a los carteles). Frente a la cabina y sobre el suelo se encuentra una plataforma de baile de 100 kg. por lado formada por paneles cuadrados hechos de acrílico bajo los cuales se encuentran sensores de presión. Generalmente son cuatro paneles dispuestos en forma de cruz (correspondientes a cada una de las flechas que aparecen en la pantalla y que determinan la secuencia de baile: arriba, abajo, derecha e izquierda). Sin embargo, en los muebles DDR Solo, pueden existir dos paneles adicionales correspondientes a flechas diagonales (arriba-izquierda y arriba-derecha). El peso total es de 427 kg. Las recreativas están disponibles para uno o dos jugadores, en este último caso cada jugador dispone de su respectiva plataforma (dispuestas una al lado de la otra) dividida en una matriz de 3 x 3 donde están colocados los paneles de la forma antes descrita. Solo las arcades de 2 jugadores también tiene la posibilidad de jugar Doubles; en ese caso, el jugador usa las 2 matrices en vez de una sola. Algunas arcades de 2 jugadores tiene la opción de jugar Couple que ambos jugadores se cooperan para terminar la canción. La mayoría de las plataformas poseen barras colocadas verticalmente en "U" detrás de la misma que ayuda a los jugadores a mantener la estabilidad, sobre todo en la jugabilidad double y en las secuencias más difíciles. Los muebles clásicos también se dividen en versiones antiguas y versiones Supernova2, que se diferencian en el ancho. Todas tienen un tamaño máximo de 640x480 de pantalla, sin importar la placa arcade, el lector e-amusement se encuentra cerca de la pantalla y la ranura de memorias debajo de las teclas. 
Al terminar marzo de 2024, ya no son soportados por futuras versiones, ni siquiera cambiando de pantalla por una LCD. Al terminar abril de 2024, todas esas máquinas se desconectaron. Placas con versionado xDX:x:B:B (o xDX:x:A:B en caso de máquinas que cambiaron pantalla) contienen parches de desconexión, lo que implica jugar todas las canciones de la entrega inicial de DDR A3, sin soporte e-amusement, sin soporte PASELI, sin canciones desbloqueables de dicha versión, sin canciones EXTRA SAVIOR de dicha versión, sin canciones EXTRA EXCLUSIVE que contienen licencias, sin canciones de carpetas terminales de dicha versión, sin licencias (salvo las siete occidentales, dejando a "No Tears Left to Cry / Ariana Grande" también fuera de las versiones desconectadas, salvo las dos del aniversario 35 del código Konami y salvo las siguientes canciones: "Trill auf G", "ORION.78(AMeuro-MIX)", "ORION.78～civilization mix～", "TSUGARU", "革命" (kakumei) (y su X-SPECIAL), "V ～for EXTREME～", "桜" (Sakura), "LA BAMBA" (en sus versiones EXTREME y Supernova), "Polovtsian Dances And Chorus", "You gotta move it (feat. Julie Rugaard)", "No.13", "Übertreffen", "阿波おどり -Awaodori- やっぱり踊りはやめられない" (Awaodori Yappari Odori wa Yame Rarenai), "Go↓Go↑Girls&Boys!" y "POSSESSION(EDP Live Mix)"), sin canciones de la liga dorada de dicha versión desde la fecha 9 en adelante, sin canciones vocaloid ni arreglos Touhou Project y sin canciones de packs fuera de las liberadas hasta finalizar marzo de 2024. Canciones originales también fueron eliminadas y son: "Black Emperor" y dificultades CHALLENGE de "Programmed Universe", "UNBELIEVABLE (Sparky remix)", "starmine", "海神" (Wadatsumi), "FUNKY SUMMER BEACH", "Plan 8", "Thank You Merry Christmas", "朧 (dj TAKA Remix)" (oboro (dj TAKA Remix)), "Hopeful" y "Good Looking". Canciones que solo contienen CHALLENGE solo es accesible en modo evento (como los X-SPECIALs). Las opciones que se quedan son: velocidades de 1 a 8x a escala de 0.5x, desplazamiento (normal o reversa), facilitadores (como apagar los Frezze Arrows o saltos o por si quiere cortar las notas) y los ajustes de sincronía. Las demás velocidades, la barra de vida, los deseños de flechas, el filtro de pantalla, las líneas guía, la posición de los juicios, los juicios de sincronía y las demás opciones se perdieron y no es posible acceder a EXTRA STAGE.
Con la aparición de DDR X, las cabinas son más angostas que las clásicas debido a la pantalla LCD de 37", parlantes que cambian de color, 4 teclas de flechas para la selección en vez de 2 por jugador y solo en arcades japonesas se incluye 3 tubos llenos de luces led para cada lado. El lector e-amusement y la ranura USB se encuentra al lado de la pantalla.
Con la aparición de DDR(2013), las cabinas son más grandes que las cabinas clásicas y DDR X debido a la pantalla LCD de 42", parlantes más pequeños para colocar objetos de usuarios, pero no trae luces laterales o al pisar los paneles ni ranuras USB o SD para colocar edits de usuario, siendo posible la edición vía e-amusement Gate. A pesar de su tamaño máximo de pantalla para ejecutar el sistema, solo se ejecuta a 720p debido a compatibilidad. El lector e-amusement se encuentra junto con las teclas.
Con la aparición de DDR A20, las cabinas llamadas 20th Anniversary Model son más grandes, y a la vez, más angostas que las demás debido a la pantalla LCD de 55", luces led al lado de la pantalla, al pisar teclas y en los bordes de las mismas, pero no hay espacio para dejar objetos ni ranuras USB o SD para colocar edits de usuario. A pesar de su tamaño máximo de pantalla para ejecutar el sistema, solo se ejecuta a 720p debido a compatibilidad. El lector e-amusement se encuentra junto con las teclas, pero en un orden distinto a las cabinas blancas. Adicionalmente, se le agregan las funciones doradas: cursos CLASS, sistemas de desbloqueo exclusivos y BPL BATTLE. Estas funciones no se encuentran disponibles en otras cabinas. La función de la liga dorada era exclusiva de las cabinas doradas, pero se extendió después a otras cabinas. Desafortunadamente, esa función dejó eliminada a las cabinas clásicas, a algunas cabinas X japonesas y algunas cabinas DDR(2013) asiáticas, por lo que tuvo que crear un parche de corrección más tarde.
Con la aparición de las versiones caseras, se crearon ranuras de PlayStation para guardar los datos y edits. Los edits solo se pueden usar si la canción existe en la arcade. Con la aparición de DDR Supernova, se remplazarón las ranuras de PlayStation por lectores de tarjetas e-Amusement, junto con su teclado numérico, para guardar datos en la web. Desgraciadamente, no puede guardar edits hasta DDR(2013) o (2014). Con DDR X, solo es posible transferir edits de usuario a la tarjeta si la cabina cuenta con una ranura para pendrives y solo en versiones seleccionadas. Con DDR A, se extiende el servicio e-Amusement a Norteamérica.
| Características                     | Orden de secuencia de generaciones de cabinas                                                     | Orden de secuencia de generaciones de cabinas                                                     | Orden de secuencia de generaciones de cabinas                                                      | Orden de secuencia de generaciones de cabinas                                                        | Orden de secuencia de generaciones de cabinas                              | Orden de secuencia de generaciones de cabinas |
| Características                     | Original                                                                                          | DDR Solo                                                                                          | Original (Supernova2)                                                                              | DDR X                                                                                                | Cabina blanca                                                              | 20th Anniversary Model |
| ----------------------------------- | ------------------------------------------------------------------------------------------------- | ------------------------------------------------------------------------------------------------- | -------------------------------------------------------------------------------------------------- | --- | -------------------------------------------------------------------------- | --- |
| Año de fabricación                  | 1998                                                                                              | 1999                                                                                              | 2006                                                                                               | 2009                                                                                                 | 2013                                                                       | 2019 |
| Color del mueble                    | Negro                                                                                             | Negro                                                                                             | - Negro (DS Fusion) - Rojo (coloración por defecto) - Azul (Solo Supernova 2 norteamericana)       | Negro                                                                                                | blanco                                                                     | Dorado |
| Placa Arcade inicial                | System 573 y sus variantes                                                                        | System 573 y sus variantes                                                                        | Bemani Python modo 2                                                                               | Bemani PC Type 4                                                                                     | Bemani PC Type 4                                                           | Bemani PC ADE-6291 |
| Pantalla                            | CRT de 29" (640x480 15 Hz)                                                                        | CRT de 29" (640x480 15 Hz)                                                                        | - CRT o LCD de 32" (640x480) - LCD de 37" Widescreen (720p) (solo aquellas que cambiaron pantalla) | LCD de 37" Widescreen (720p)                                                                         | LCD de 42" Widescreen (1080p)                                              | LCD de 55" Widescreen (4K) (Por diseño, la pantalla no es inclinada)                                                                             |
| Flechas Arriba y Abajo en el mueble | No                                                                                                | No                                                                                                | No                                                                                                 | Sí                                                                                                   | Sí                                                                         | Sí |
| Funciones doradas                   | No                                                                                                | No                                                                                                | No                                                                                                 | No                                                                                                   | No                                                                         | Sí |
| Iluminación                         | Luces frontales y de teclas (neón)                                                                | Solo luces frontales (neón)                                                                       | Luces frontales y de teclas (neón)                                                                 | Luces frontales y laterales (led) y de teclas (neón)                                                 | Solo luces frontales (led)                                                 | Luces frontales, de teclas y de esquinas (led)                                                                                                   |
| Lector de tarjetas                  | PSX (solo primeras entregas), e-amusement pass (desde Supernova) y USB (desde X)                  | No                                                                                                | e-amusement pass y USB                                                                             | e-amusement pass y USB                                                                               | solo e-amusement pass                                                      | solo e-amusement pass |
| Colores de paneles                  | - rosados (verticales) - celestes (horizontales) - fondo negro - texto y borde de flechas blancos | - rosados (verticales) - celestes (horizontales) - fondo negro - texto y borde de flechas blancos | - rosados (verticales) - celestes (horizontales) - fondo negro - texto y borde de flechas blancos  | - rosados (verticales) - celestes (horizontales) - borde de flechas y fondo negros - Flechas blancas | - rosados (verticales) - celestes (horizontales) - Flechas y fondo blancas | - Rosados (luces led verticales) - Celestes (luces led horizontales) - Fondo y texto dorados - Bordes de flechas blancos - Flechas transparentes |
| Color de las barras                 | Rojos                                                                                             | Violeta (opcional)                                                                                | Rojos                                                                                              | Negros                                                                                               | - P1: Celeste - P2: Rosado                                                 | Dorados |
| Entrega debut                       | DDR(1st)                                                                                          | DDR Solo BASS MIX                                                                                 | Supernova                                                                                          | DDR X                                                                                                | DDR(2013)                                                                  | - DDR A (pruebas de localía) - DDR A20 Gold |
| Entrega retiro                      | DDR EXTREME                                                                                       | DDR Solo 4thMIX                                                                                   | Supernova2                                                                                         | DDR X3                                                                                               | En producción                                                              | En producción |
| Última entrega soportada            | Versiones desconectadas de DDR A3                                                                 | ?                                                                                                 | Versiones desconectadas de DDR A3                                                                  | DDR WORLD                                                                                            | DDR WORLD                                                                  | DDR WORLD |
| Situación actual                    | Solo recibieron parches de desconexión                                                            | Descontinuado                                                                                     | Solo recibieron parches de desconexión                                                             | Con soporte                                                                                          | En producción                                                              | En producción |

### Sistema arcade
DDR 1st mix, 2nd mix y 3rd Mix usa la placa System 573 análogo, en donde se usan CD o cartuchos, desde el 3rd Mix hasta el DDR Extreme usa la placa System 573 digital en donde ya no se usan cartuchos, ambas placas usan núcleo PlayStation.
Con el cambio de tamaño de la 1.ª generación de cabinas, la placa cambia a Bemani Python en DS Fusion, placa basada en el núcleo PlayStation 2. Con DDR Supernova, la placa cambió a Python 2, implementada con Gitarfreaks y Drummania V. También se puede actualizar a DDR Supernova 2 mediante DVD instalado en PlayStation 2 unida a Python 2.
Junto con los cambios de cabinas, DDR X también cambió el hardware a la placa Bemani PC Type 4, placa que corre con el sistema operativo Windows XP Embedded, más poderoso para mostrar gráfica de alta definición (exc. en 1.ª generación de cabinas) y prestaciones mejoradas. Posteriormente, dicha placa fue cambiada a ADE-704A, que usa Windows 7 Embedded Standard en la versión MDX:x:F:A:~ en vez de Windows XP en las demás versiones. Además, Bemani PC ADE-6291 y Arespear C300, placas que contienen Windows 7 y Windows 10, respectivamente, como sistema, se usarán como placa de reemplazo en caso de fallas o de ataques de malware que lo dejen inoperativo.

## Tabla de versiones
La siguiente lista se muestra las diferencias de las arcades.
Simbología
- Esta lista es solo para la serie principal, que está dividida en 6 eras distintas.
- [1998-2001] DDR(1st)-5thMIX
  - 1st: Dance Dance Revolution (primera edición) y variantes
  - 2ndMIX: Dance Dance Revolution 2ndMIX y variantes
  - 3rdMIX：Dance Dance Revolution 3rdMIX y variantes
  - 4thMIX: Dance Dance Revolution 4thMIX y variantes
  - 5thMIX: Dance Dance Revolution 5thMIX
- [2001-2002] Serie DDRMAX-EXTREME
  - MAX: DDRMAX -Dance Dance Revolution 6thMIX-
  - MAX2: DDRMAX2 -Dance Dance Revolution 7thMIX-
  - EXTREME: DanceDanceRevolution EXTREME
- [2006-2007] Serie Supernova
  - Supernova: Dance Dance Revolution SuperNOVA
  - Supernova2: Dance Dance Revolution SuperNOVA2
- [2008-2012] Serie DDR X
  - X: Dance Dance Revolution X
  - X2: DanceDanceRevolution X2
  - X3: DanceDanceRevolution X3 vs. 2ndMIX
- [2013-2016] DDR(2013)-A
  - (2013): Dance Dance Revolution (2013)
  - (2014): Dance Dance Revolution (2014)
  - A: Dance Dance Revolution A
- [2019-2022] Serie DDR A
  - A20: Dance Dance Revolution A20
  - A20+: Dance Dance Revolution A20 PLUS
  - A3: Dance Dance Revolution A3
- [2024-] Serie DDR World
  - World: Dance Dance Revolution World

## Lanzamientos

### Versiones Arcade
Desde 1998, se ha creado el primer videojuego, DDR(1st) y Naoki Maeda hace su aparición (como: De-sire y 180), debido al éxito, se ha creado el 2nd mix. Ambas versiones solo se usan flat como coloración de las flechas, las cuales cambian de color sin importar la fracción o la columna. Con 3rd mix, se incluye el modo Nonstop, que consiste en pasar 4 o más etapas sin freno, las flechas flat cambian a vivid, en el cual, sí cambia de color dependiendo de la fracción, y usa MP3 para admitir más canciones. Las DDR SOLO, se puede usar 3 (Solo 2000), 4 (Single) o 6 flechas del panel, Tiene el curso Nonstop Megamix que dura hasta 5 minutos. y las flechas en pantalla aparecen en Rainbow. En 4th mix se clasifica por grupo y se debe jugar todas las canciones de ese grupo durante la partida. Con el 5th mix para PlayStation, aparte de tener canciones largas del arcade del mismo nombre y el ingreso del grupo BeForU, tiene soporte para las siguientes versiones como:
- DDRMAX: se agrega los Frezze Arrows, detenciones de tiempo y Groove Radar, así como cambios de comentarista con voz más suave que el anterior, más modificadores y posibilidad de jugar Extra Stages (Encore Extra incluido)
- DDRMAX2: se agrega la dificultad Challenge, los pasos 1/32 y Challenge Mode, que solo te da 4 vidas (se pierde al presionar mina o Shock Arrow/con cada Good/Almost/Miss/NG), por lo cual, al perder todas, pierde el juego, así como Junko Karashima (Jun) hace su aparición.
- DDR Extreme: se agrega la dificultad Beginner, recopila todas las canciones de sus predecesoras y se especulaba que era la última versión para PlayStation 2 y Arcade. Además, aparecieron los pasos 1/64 en vez de los pasos 1/24 debido a problemas de sincronía en aquel entonces.El DDR Hand Controller, el mando especializado para jugar con las manos.

La producción de entregas arcade se detuvo durante 4 años desde DDR EXTREME y se retoma en 2006, cuando apareció DDR Supernova para Arcade, que es una recopilación de las canciones de DDR Party Collection, Festival, Extreme 2 y Str!ke además de canciones originales y de cambiar su algoritmo de puntaje a 10.000.000 por canción, sin especificar dificultad; es la 1.ª DDR en implementar el sistema e-AMUSEMENT. En 2007, apareció DDR Supernova 2, debido a grandes cambios (como el cambio de algoritmo de puntaje max por canción a 1.000.000, la batería Challenge en Extra Stages y nuevos modos) hace el uso extensivo del servidor e-AMUSEMENT. En 2008, para celebrar el 10.º aniversario de la DDR, los países con sistema PAL pierde para siempre el título "Dancing Stage" gracias a la creación de Dance Dance Revolution X, el cual, tiene la escala de dificultades cambiada (de 1 a 20 en vez del de 1 a 10), además del cambio de comentarista que hace burlas al estilo ochentero, y es la 1.ª arcade DDR en Widescreen de color negro. Canciones con pasos 1/24 y 1/48 ya fueron sincronizadas correctamente debido a que las arcades desde esta entrega son basadas en PC en vez de estar basadas en consolas. En 2009, apareció DDR X2 que usa fondos en vez de banners usando Coverflow que facilita la elección de canciones y cursos, así como TAG asume el rol de director principal para sus secuelas en reemplazo de Naoki. En 2011, apareció el arcade N.º 13 llamado DDR X3, donde tiene competencia con el 2nd mix. Para despedir a Naoki y a jun, el 2013, se ha estrenado DDR(2013), que el mueble Widescreen, de color blanco, es más grande que sus predecesoras. DDR(2014) solo se instala vía métodos en línea pero Req. DDR(2013) y no hay kits de mejoras físicamente, además de ser la primera entrega en tener arreglos Touhou Project. Con el cambio de director a Yuichi Asami, DDR A se estrenó el 2016, cambiando la Song Wheel de nuevo por una ya utilizada en Sound Voltex y tuvo que dividir el sistema de Extra Stages en dos, en donde EXTRA SAVIOR permite desbloquear canciones desde Extra Stage y EXTRA EXCLUSIVE solo se puede jugarlas en EXTRA STAGE. Debido al conflicto interno de Konami y a su reorganización, todos los artistas Bemani son reorganizados y agrupados como BEMANI Sound Team, para diferenciarlos de los comisionados. Dichos cambios afectan a las canciones lanzadas desde finales de 2017 y futuros juegos. Fuera del conflicto interno, en 2019 apareció DDR A20, en donde se estrenó la arcade exclusiva llamada "DDR 20th anniversary", de color dorado. En dicha arcade contiene las funciones (como CLASS o la liga dorada) que no estaban presentes en las demás cabinas. Sin embargo, a mitad de soporte, estalló la pandemia de COVID-19 y tuvo que retrasar las actualizaciones por 2 meses, debido a las cuarentenas en la mayoría de los países. DDR A20 PLUS permite ampliar las funciones como el regreso de EXTRA SAVIOR o el desbloqueo de canciones desde cursos, presentes en ciertas versiones caseras. DDR A3 permite cambiar estilos durante la selección de canciones (exc. en VERSUS) y no necesita PASELI para acceder a PREMIUM MODE en arcades japonesas, ya que se usan fichas en su lugar.
Debido a demanda popular, las máquinas japonesas, que difieren alguna que otra versión en otros países, vienen importadas o modificadas.

### Versiones caseras
Debido a que NAOKI creaba las versiones arcade hasta su retiro, en paralelo U1-ASAMi de BEMANI Sound Team crea las versiones caseras, en donde los juegos se publicaron en diversas consolas que son PlayStation del 1 al 3, Xbox, Nintendo 64, Gamecube, Wii y sobre todo, PC. Estas versiones contienen nuevas canciones, algunas de arcade, y funciones especiales (por ejemplo, el modo en línea de las versiones de PlayStation 2 y de Xbox 360). La producción de las versiones caseras se detuvo a favor de nuevas entregas arcade, con DDR II de Wii como entrega retiro.
3 versiones de DDR fueron creados para PC: una que usa la interfaz de DDR 4thMIX y cuenta con 40 canciones, otra que se ejecutaba en los navegadores llamada DDR V, cuyo motor usado fue Unity y contaba con 15 canciones, y una tercera llamado DDR Grand Prix que usa la interfaz de las versiones arcade. Estas 2 últimas entregas aparecieron como un plan de emergencia debido a las contingencias de la pandemia.
Existen también versiones artesanales o falsas que suelen venderse en el mercado informal, las cuales emiten las canciones en MIDI, pero con una pésima calidad, ya que al estar construidas de manera artesanal, presentan defectos de fabricación que evidencian su mala calidad (en algunos casos, se reportaron no solo la quema de la unidad, sino que incluso explosiones).[cita requerida]

### Mercadotecnia
Las versiones caseras, comúnmente, usa Dance pads para marcar dichas flechas. Empresas de terceros fabrican Dance pads metálicos a alto precio. Algunos gamepads fueron diseñados para varios títulos de consola.
Otros productos que son vendidos por Konami son llaveros con las marquesinas, discos de audio que recopila varias canciones, los e-Amusement pass personalizados y paños del tamaño de pad para limpiar los paneles.
Es posible que se creara una película basada en la serie según el anuncio del 2 de octubre de 2018.
Adicionalmente, Konami está vendiendo pases de platino, lo que otorga a sus usuarios jugar canciones exclusivas para ese pase, saltar canciones, lo que permite acceder a EXTRA STAGE aumentando por cuatro su duración al seleccionar canción, acceder a funciones exclusivas que requieren ese pase o usar FLOATING FLARE en PREMIUM MODE.

## Artistas
En la composición de canciones para el juego participan varios artistas, incluyendo los que aparecen en la serie de discos Dancemania hasta el 2016, otros de Konami y algunos son licencias Vocaloid y Touhou Project. Algunos artistas han dado letras de sus canciones.
La lista no necesariamente debe estar completa.

### Bemani Sound Team
- U1-ASAMi (Yuichi Asami - Creador de versiones caseras y director de DDR A)
- dj TAKA (Takayuki Ishikawa - Compositor desde Supernova2 y director de beatmania IIDX)
- Sota Fujimori (Compositor desde la versión casera de 5thMIX)
- SYUNN (Shunsuke Sato - compositor de jubeat desde Qubell y creador de sonidos de interfaz de DDR desde A20.)

### Artistas comisionados
- NoisyCroak inc. (fundado por Hiroyoshi Kato)
- Darwin
- kors k (Kosuke Saito - Productor, compositor y DJ, dueño de S2TB Recordings)
- Ryu☆ (Ryutaro Nakahara - También compone canciones para otros juegos y remixes de licencias Vocaloid)
- ARM(IOSYS) (Youhei Kimura - También compone canciones para otros juegos (incluyendo colaboraciones de artistas como Kradness) y arreglos de Touhou Project)

### Ex-artistas Bemani
- NAOKI (Naoki Maeda - Fundador de la serie, se retiró el 2013)
- jun (Junko Karashima - Cantante principal y fundadora de TERRA, abandona junto con NAOKI)
- BeForU
- Shoichiro Hitara (Compuso canciones de la versión casera de 4thMIX y algunas de Supernova. Volvió como un comisionado años después)
- TAG (Yasuhiro Taguchi - Director de DDR X2 hasta (2014))

## Juegos similares
Debido al éxito de Dance Dance Revolution, empresas externas crearon sus simuladores de baile con jugabilidad similar o idéntica.
Los videojuegos competidores de Konami son, entre otros:
- Pump It Up, de la empresa coreana Andamiro.
- In the Groove, de la empresa Roxor, en el cual Konami tiene los derechos tras su juicio por violación de varios derechos.[9]
- EZ2Dancer, de la empresa coreana Amuseworld, lo cual, Konami tiene los derechos tras su juicio por plagiar al Beatmania IIDX.

Versiones Fan de DDR también fueron creadas, como el StepMania, que usa MIT License para su publicación y es interactuable hasta en la edición de pasos. También los fanes crearon Delight Delight Reduplication y Dance With Intensity, que estaban abandonadas a favor de StepMania.
Con la popularidad que han ganado los teléfonos inteligentes con, por ejemplo, sistemas operativos Android, Windows Phone y iOS no se hizo esperar versiones, tanto oficiales como de fanes, para estas plataformas, tal es el caso de Stepmania, Finger Dance Lite y Beats, Advance Rhythm game, este último también copiando a Pump it Up y Vocaloid Project Diva.
Konami, por su parte, usa las canciones de otros juegos como Beatmania IIDX, Gitadora, Pop'n Music, Jubeat, Sound Voltex, Nostalgia y Dancerush, por mencionar algunos, implementadas en DDR y vise-versa.

## Dancers
Los dancers, son personas que se dedican, o tienen como hobby el DDR. Los dancers, normalmente, se suelen ver en torno a máquinas DDR en recreativas.

### Comunidades Dancer
Este tipo de gente, se reúne en comunidades dancers con gente con gustos similares, cada país normalmente tiene la suya, y se suelen reunir y quedar a través de foros, chat, etc. Normalmente organizan torneos entre ellos, y a veces, se pueden realizar a escala oficial, con premios de dinero.

## Konami Arcade Championship
A partir de DDR X2, el 2011, se inicia un torneo de arcades de Konami llamado Konami Arcade Championship, o KAC para abreviar. Solo participa una cierta cantidad de jugadores de ciertos países y la final se realiza en Japón, en donde se entrega a los 4 finalistas premios en dinero y al ganador la copa. Este torneo se realiza anualmente. Cabe mencionar que la final de la copa se realiza en VERSUS y desde 2023 vía Bemani Pro League Battle.